# Волынская резня
Волы́нская резня́ (пол. Rzeź wołyńska, в украинской историографии Волынская трагедия, укр. Волинська трагедія, пол. Tragedia Wołynia) — массовое уничтожение Украинской повстанческой армией—ОУН(б) этнического польского гражданского населения и, в меньших масштабах, гражданских лиц других национальностей, проживавших на Западной Украине и на территории Волыни (Ровненская, Волынская и северная часть Тернопольской области современной Украины). Началось в марте 1943 года и достигло пика в июле того же года. Ответные действия польской стороны, начатые с конца лета 1943 года, привели к значительным жертвам среди украинского гражданского населения.
Со второй половины 1943 года украинские националисты приступили к уничтожению польского населения уже на территории Восточной Галиции (ныне Львовская, Ивано-Франковская и Тернопольская области). Первые массовые убийства в этом регионе были осуществлены ещё в октябре 1943 года, а их усиление произошло в феврале 1944 года. К лету 1944 года антипольские действия охватили всю территорию Восточной Галиции и начались даже на Закерзонье. Волынская резня является наиболее кровавым эпизодом польско-украинского конфликта в середине XX века, который многими историками (в первую очередь — польскими) выделяется из общей картины польско-украинского противостояния на западноукраинских землях.
Довольно часто польские историки трактуют данные события исключительно как антипольскую акцию УПА, приуменьшая преступления, совершённые польскими властями против гражданских во время политики полонизации в 1930-х годах, а украинские акцентируют внимание на мотивах, приведших УПА к проведению этой акции, а также уделяют значительное внимание ответным действиям Армии Крайовой против гражданского украинского населения, в том числе на территории Польши.
Польский Сейм считает Волынскую резню геноцидом польского населения.

## Предыстория конфликта

### Вхождение Западной Украины в состав Польши
После начала первой советско-украинской войны Центральной радой в 1918 году был принят Четвёртый универсал, согласно которому Украинская Народная Республика провозглашалась независимым государством. В 1919 году произошёл Акт Злуки, формально ознаменовавший собой объединение УНР и ЗУНР в единое государство, но в ходе наступления советских войск в 1919 году большая часть Украины оказалась под властью большевиков, а Западная Украина в ходе советско-польской войны вошла в состав Польши, что было позволено Парижской мирной конференцией и закреплено Рижским договором. Бывшие деятели УНР, которые помогли полякам отстоять независимость, которых они поддерживали во время зимних походов и с которыми ненадолго взяли Киев в 1920 году, были отправлены в концлагеря, самым известным из которых стал Вадовице. Страна была разделена надвое.

### Межвоенная Польша

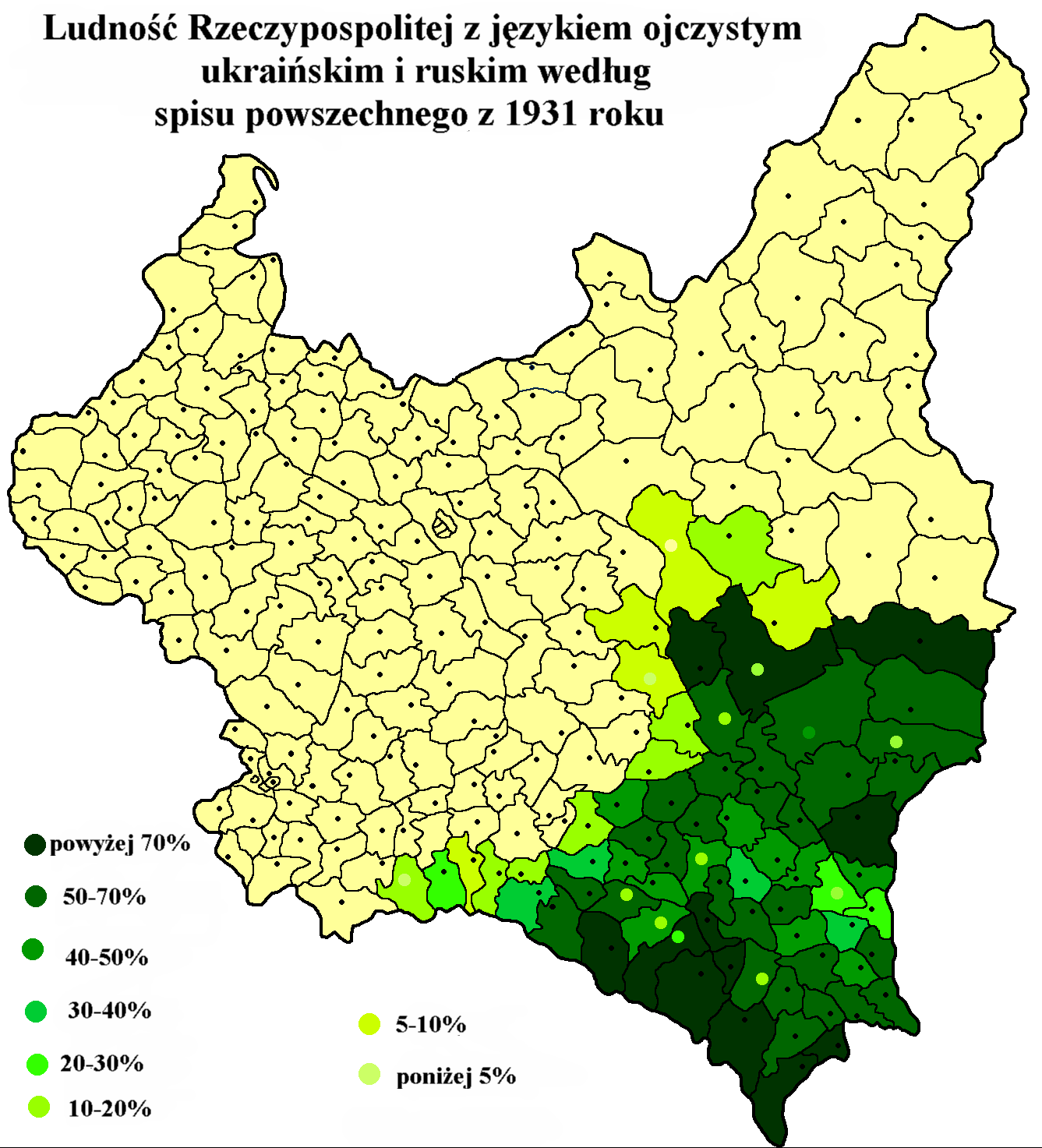
Украинский язык в Польской Республике по переписи 1931 года

Обострение польско-украинского конфликта в первой половине XX века было связано с национальной ситуацией во Второй Польской Республике. Новое Польское государство во времена правления Юзефа Пилсудского приняло форму авторитаризма. Польское правительство рассматривало Галицию и Волынь как исконно польские земли, поэтому пыталось увеличить здесь своё влияние. Пока Украинская ССР страдала от раскулачивания, Голодомора, русификации и сталинских репрессий, параллельно на западноукраинских землях польские власти проводили жёсткую политику полонизации, в ходе которой происходила колонизация (осадничество — переселение поляков на Волынь на земли, которые были отобраны у местных украинцев), пацификация (карательные операции против украинцев), ограничение украинцев в правах на образование — их не брали на престижную работу, они почти официально были людьми «второго сорта». Полонизация также затронула и архитектуру западных регионов Украины, с особым радикализмом происходило разрушение украинских храмов на Холмщине.

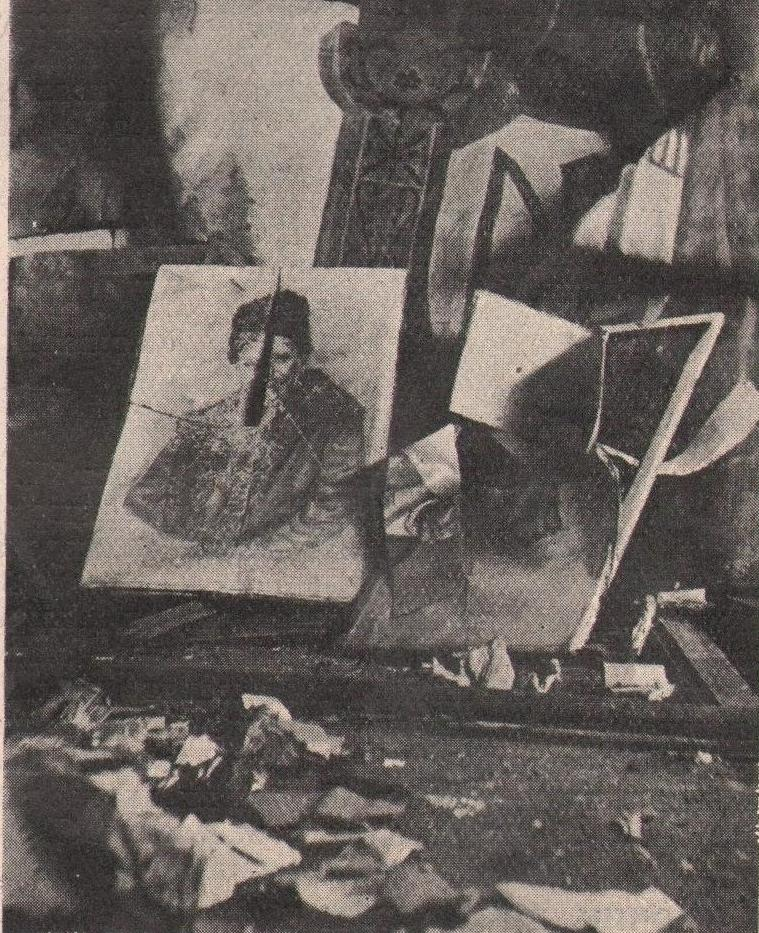
Одна из разрушенных поляками украинских библиотек

Украинцы не захотели ограничиться пассивным сопротивлением. В 1929 году ряд украинских националистических группировок создал в Вене Организацию украинских националистов (ОУН). Эта организация была призвана стремиться к «восстановлению, благоустройству, обороне и расширению Независимого Соборного Украинского Национального Государства», которое должно было охватить все украинские этнические территории. С самого момента своего основания в 1929 году Организация украинских националистов рассматривала Польшу как главного врага. Руководящие кадры ОУН составляли бывшие офицеры Западно-Украинской Народной Республики (ЗУНР), которая в 1919 году была оккупирована Польшей при поддержке стран Антанты. Отсюда и проистекали резкие антипольские настроения верхушки и рядовых членов ОУН. В 1929—1939 годах оуновцы осуществили целый ряд громких терактов против высших официальных лиц польского государства, включая лидера Польши маршала Юзефа Пилсудского. Кульминацией стало убийство украинскими националистами министра внутренних дел Польши Бронислава Перацкого в 1934 году, который ранее руководил процессом пацификации в Галиции в 1930 году, а став министром, был инициатором карательных действий по отношению к украинцам Лемковщины в 1931 году, Волыни и Полесья в 1932 году. ОУН смогла приобрести немало сторонников на оккупированной Польшей Западной Украине ввиду антиукраинской шовинистической политики польских властей.
Поляки помогали Венгрии оккупировать Карпатскую Украину в марте 1939 года, отправив в Закарпатье через свою южную границу диверсионные отряды. Бойцы «Карпатской Сечи», (вооружённое формирование, защищавшее край), особенно уроженцы Галиции, попавшие в плен полякам, зачастую расстреливались на месте без суда и следствия, поляки не утруждали себя соблюдением конвенций о законах и обычаях войны и в отношении тех, кто пытался перейти границу.
Накануне войны соседи Польши — Третий рейх и СССР — планировали использовать украинцев в своих захватнических целях, причём в таком случае действия последних непременно должны были вызвать резкое обострение и без того напряжённых польско-украинских отношений. Став на путь конфронтации с Польшей, гитлеровцы решили воспользоваться «украинской картой». Для этого они пошли на улучшение отношений с украинской эмиграцией, которой обещали поддерживать политические стремления украинских группировок, оказывать им материальную и моральную помощь. Длительные контакты Организации украинских националистов с абвером дали результат: 15 августа 1939 из оуновцев был образован диверсионный отряд под кодовым названием Бергбауернхильфе (Помощь горным крестьянам) под командованием полковника Романа Сушко. Отряд предназначался для разжигания антипольского восстания в Западной Украине перед немецким вторжением в Польшу. Однако через неделю ситуация в корне изменилась: после заключения пакта Молотова — Риббентропа немцы больше не беспокоились о Западной Украине.

### 1939—1941
В сентябре 1939 года, с началом германского вторжения в Польшу, начались спорадические выступления ОУН против поляков, которые особенно участились к началу польского похода Красной армии 17 сентября. Украинские националисты разоружали польские военные отряды. Главной целью этих столкновений было оружие для ОУН. Всего было пленено более 2,5 тысяч поляков. Некоторые пленённые оуновцами польские солдаты были убиты, остальные разоружались и передавались немцам и красноармейцам. Известно, что когда Красная армия перешла границы Западной Украины и польские войска были уже фактически разбиты, советские самолёты разбрасывали листовки, которые, в частности, призывали: «Оружием, косами, вилами и топорами бей вечных врагов — польских панов». Как заметил оуновец Мирослав Прокоп, это был открытый призыв к уничтожению польского меньшинства, потому что речь шла не о польских помещиках, поскольку гнёт, который терпели западные украинцы, был не столько социальный, но прежде всего национальный.

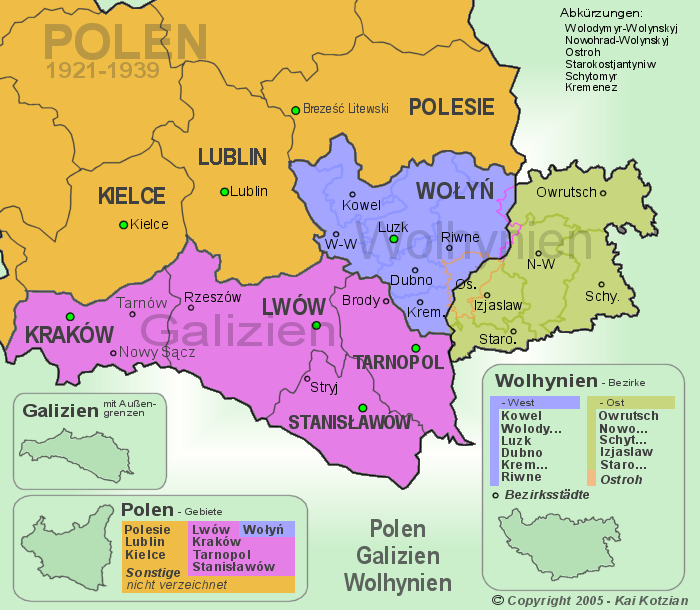
Юго-восток Польши и украинские исторические области Волыни (вошедшая в 1921 году в состав УССР отмечена зелёным цветом, входившая в состав Польши в 1921—1939 годах отмечена синим) и Галиция (отмечена фиолетовым цветом) в период между двумя мировыми войнами

Пользуясь возникшим после вступления в войну СССР хаосом, украинские националисты начали совершать расправы над польскими военными, политическими активистами, а также сельскими учителями. В отдельных местах доходило даже до польских погромов. Так, в селе Славятин местными украинским националистами было вырезано большинство его жителей-поляков. По некоторым данным, в 9 близлежащих населённых пунктах во время сентябрьских выступлений украинскими националистами было убито 129 поляков.
По некоторым данным, всего в антипольских акциях в сентябре 1939 года участвовало более 7 тысяч оуновцев. В целом они носили спорадический характер и были направлены на представителей польской администрации и полицейского аппарата, а не против поляков как таковых. Выступления украинских националистов против поляков во время сентябрьской кампании не были скоординированным восстанием, это были инициированные «снизу» выступления против отступающих поляков.
Как известно, сталинское руководство свой поход на Западную Украину подавало как освободительную миссию, направленную на защиту украинского населения, проживавшего на территории Польши и годами терпевшего социальные и национальные притеснения со стороны польского правительства. Сразу же после вступления на эти земли советских войск оно приводило ещё один аргумент — требование соборности Украины: трудящиеся западноукраинских земель смогут осуществить свою вековую мечту о воссоединении в едином украинском государстве. В условиях морального подъёма украинского населения и патриотической эйфории, вызванных поражением польского государства, советская власть инспирировала проведение выборов в Народное Собрание, которое в законодательном порядке решило вопрос о будущем общества и государственной власти на территории края. Представительство польского населения среди депутатов Народного Собрания было непропорционально низким и составило 3 % против 92,2 % украинцев. Этим закладывалась затаённая обида польского меньшинства, которая в дальнейшем негативно отразится на взаимоотношениях представителей обеих наций.
Крах Польши в сентябре 1939 года временно отодвинул польский вопрос в политике ОУН на второй план. Единственным препятствием на пути к созданию независимого украинского государства был СССР, поэтому поляки из «оккупантов» превратились во «враждебное» нацменьшинство. Вопрос отношения украинских националистов к полякам был серьёзно затронут на апрельском съезде ОУН(б) 1941 года в Кракове. Касательно поляков в постановлениях говорилось следующее: «ОУН борется против акций тех польских группировок, которые стремятся к возобновлению польской оккупации украинских земель. Отказ от антиукраинских акций со стороны поляков является предварительным условием урегулирования взаимных отношений между украинской и польской нациями» (п. 16).
Таким образом, к началу Великой Отечественной войны украинские националисты уже подошли с предубеждением против Польши, которая рассматривалась ими как извечный враг, как и поляки в целом. Но намерений каким-либо образом избавиться от поляков руководство ОУН не демонстрировало. Больший радикализм демонстрировала часть низового актива ОУН и простого украинского населения, которые, пользуясь случаем, зачастую предпринимали разного рода антипольские акции.
С началом войны польско-украинские отношения стали всё более накаляться. После прихода немецких войск на Западную Украину в 1941 году в некоторых сёлах происходили вооружённые столкновения между украинцами и поляками. В некоторых районах поляки были приравнены к евреям, и их заставляли носить белые повязки. Составлялись списки поляков, которых ОУН подозревала в нелояльности к украинской власти. В некоторых сёлах было убито несколько поляков. Например, в Тернопольской области в начале июля было убито несколько поляков в сёлах Скородинцы (8 поляков), Лежановка (5 поляков), Ласковце (8 поляков), Торское, Угрыньковское (2 поляка), несколько польских семей было уничтожено в селе Полевцы. Большинство убийств в этих сёлах были совершены 6-8 июля — либо до прихода немцев, либо сразу после их ухода, либо одновременно со вступлением в сёла. Везде, кроме Полевцев, были убиты только мужчины. Даже в Скородинцах, где были уничтожены практически все евреи всех возрастов (около 20 человек) уничтожались только поляки-мужчины. На данном этапе украинские националисты ещё не уничтожали поляков только за то, что они поляки. Убитые поляки были, в основной своей массе, активистами различных польских обществ, вроде «Стрельца», осадниками или представителями польской местной интеллигенции, сельскими учителями.
Антипольские действия оуновцев на местах не выходили за рамки инструкций «Борьба и деятельность ОУН», предусматривавшей уничтожение польских активистов, но не поляков вообще. Выступления против поляков носили локальный характер и, как и в 1939 году, были направлены на представителей бывшей польской администрации и активистов, и только в нескольких случаях по инициативе снизу украинское население совершило погромы польского населения в целом. В советской историографии было распространено утверждение об ответственности батальона «Нахтигаль» за убийство во Львове польских профессоров. Однако этот факт не подтверждается как материалами российских архивов, так и новейшими исследованиями по этой теме.
Даже межнациональные браки между украинскими националистами и поляками рассматривались как своего рода национальное предательство. Так, в 1941 году референт Службы безопасности Львовского областного провода «Тихий» был отстранён от работы за то, что женился на польке.
Летом 1941 года ещё одним шагом для раздора украинцев и поляков представлялось разделение Западной Украины: Волынь вошла в новосозданный Рейхскомиссариат Украина, а Галичина — в уже существовавшее Генерал-губернаторство (ГГ). Уже 30 июля 1941 года сотрудник немецкой полевой комендатуры в Дрогобыче писал, что западные украинцы за два года советского правления не забыли притеснений со стороны польского режима, а присоединение Галиции к Генерал-губернаторству «…привело к ощутимому разочарованию украинцев. Они не могут себе представить, что снова должны жить в одной административной области вместе с ненавидимыми ими поляками». Более того, ситуация 1939−1941 годах в отношении местной оккупационной администрации в 1941−1942 годах повторилась с точностью до наоборот. Поскольку украинское население было менее образованным, чем польское, то немцы, чтобы обеспечить эффективный контроль над территорией, стали активнее, чем советы, привлекать к управлению поляков.
Массовые репрессии, которым подвергались бандеровцы с середины сентября 1941 года, поляки, вероятно, восприняли со скрытым удовольствием и настоящим облегчением. Опасения относительно украинской государственности отнюдь не были беспочвенными. В польских дискуссиях июля 1941 года фигурирует преимущественно в контексте сомнительного — как уже говорилось — участия батальона «Нахтигаль» в казни польских профессоров. Польский историк Гжегож Мотыка утверждает, что правительство Ярослава Стецько, если бы немцы его признали, относилось к полякам так же жестоко, как правительство усташеской Хорватии к сербам.

### Обострение ситуации на Волыни в 1942 году
На ІІ Конференции ОУН-Б в апреле 1942 года в отношении поляков украинские националисты выступали «за умиротворение польско-украинских отношений» «на платформе самостоятельных государств и признания и уважения права Украинского Народа на Западноукраинские земли». В то же время ОУН продолжала борьбу против «шовинистических настроений поляков и аппетитов относительно западноукраинских земель, против антиукраинских интриг и попыток поляков занять важные сферы хозяйственно-административного аппарата западноукраинских земель ценой отстранения украинцев». В соответствии с решением ІІ апрельской Конференции 1942 года ОУН выступала за ликвидацию «второстепенных» фронтов (включая и польский) ради сосредоточения усилий на основном — антисоветском фронте, и вела переговоры с польской стороной (в 1942—1943 годах переговоры с перерывами велись между представителями Провода ОУН-Б Михаилом Степаняком, Евгением Врецьоной и представителями польского Лондонского правительства). Но вскоре переговоры зашли в тупик и не дали никаких практических результатов.
Особое значение оуновские подпольщики придавали проникновению в Украинскую вспомогательную полицию. Служба в ней давала шанс для военной подготовки значительного количества молодых людей. Уже тогда возникло намерение «в подходящий момент» благодаря доверенным лицам взять её под контроль. Украинское подполье глубоко её покрыло, ведь проводники националистов изначально предполагали, что в нужный момент члены этого формирования перейдут на их сторону и создадут партизанский отряд. Украинская полиция, безусловно, была важным инструментом оккупационной политики, ведь она помогала немцам контролировать захваченные земли. Её подразделения были активно задействованы в уничтожении гражданского населения, евреев и советских военнопленных. Одним из наиболее известных примеров было умиротворение села Обурки в Луцком районе (рядом с нынешним селом Рудники) 13-14 ноября 1942 года, когда было убито 53 польских жителя. И хотя убийство совершили немецкие каратели, поляки приписали его даже не украинским полицаям, а украинским националистам. Подобных фактов было предостаточно, чтобы разгорелась ярая вражда между поляками и украинцами.
Ещё до создания УПА на территории Западной Украины постепенно активизировался опасный враг украинского националистического подполья — Армия Крайова (АК) и ряд связанных с ней мелких польских организаций. Военно-политическое руководство АК считало Западную Украину «исконно польскими землями» и стремилось создать там относительно сильные структуры для того, чтобы встретить Красную армию. По мысли поляков, руководители АК хотели принять Красную армию как союзника и партнёра и тем самым способствовать включению Западной Украины, Западной Белоруссии и Виленского края в состав послевоенной Польши. Польское восстание предполагалось поднимать в немецком тылу непосредственно перед линией фронта по мере приближения советско-германского фронта. Со своей стороны, руководство ОУН (б) вовсе не желало, чтобы на их земле польские подпольные организации реализовывали свои замыслы, а после войны снова забрали бы себе этот регион. УПА должна была послужить противовесом АК — не допустить господства поляков в лесных массивах Волыни и горах Карпат.
Помимо вооружённых отрядов польского подполья, на территории всё чаще появлялись отряды советских партизан. Разворачивалась подпольная работа, местные жители (особенно поляки) в отдельных сёлах оказывали помощь партизанам и подпольщикам. В обзоре начальника полиции СД от 9 октября 1942 года настроениям в среде польского меньшинства Волыни и Полесья посвящалось несколько строк: «Позиция поляков также, как и прежде, обозначена двумя особенностями: с одной стороны, сильным выслуживанием, на которое указывают многие сотрудники немецких учреждений, с другой стороны — концентрацией на идее создания великопольского государства после окончания войны… Всё вновь и вновь наблюдается пособничество польского сельского населения советским бандам». Пройдя рейдом по территории Ровенской области в начале 1943 года, Сидор Ковпак подтверждал оценки немцев: «Настроение поляков по отношению к Советской власти, к Красной армии, красным партизанам исключительно хорошее. Многие поляки просились в наш отряд».
Таким образом, перед украинскими националистами польское меньшинство, и так не вызывавшее симпатий, предстало вредным «лакеем трёх зол»: администрации нацистов в 1941—1942 годах, находящихся в подполье польских националистов в 1942 году, и советов, в 1942 году представленных красными партизанами. В свою очередь, украинское население предстало для поляков тем же самым: «злорадным пособником коммунистических властей» в 1939—1941 годах, «жестокими холуями нацистских правителей в 1941—1942 гг.», и «скрытым сторонником террористической ОУН». Последняя, в связи с ослаблением других украинских партий и радикализацией настроения населения, планомерно наращивала своё влияние. К концу 1942 года вражда достигла такого накала, что ситуация потихоньку начала уплывать из-под контроля немцев. Об этом писал 1 ноября 1942 года в обзоре ситуации генеральный комиссар Волыни-Подолья Генрих Шёне: «Напряжённые отношения между отдельными национальными группами, в особенности белорусами и украинцами с одной стороны, и поляками — с другой, особенно обострились. В этом есть определённая система. Попытки с какой-то враждебной стороны беспокоить народ». Тревога оккупантов нарастала. 25 февраля 1943 года гебитскомиссар области Брест-Литовска заявлял в отчёте Шёне за январь—февраль 1943 года: «…Неблагонадёжные для нас элементы из различных национальных групп используют немецкую администрацию для межнациональной борьбы друг с другом. Местами происходят случаи, когда, например, сельский староста, если он поляк, злоупотребляет своим положением против украинцев, или если он украинец, то делает то же самое против поляков. Я разбираю каждый такой случай в отдельности и привлекаю виновных к ответственности». Однако было уже поздно. Возникла Повстанческая армия, начавшая истребление части поляков с целью изгнания остальных с территории Западной Украины.
17-23 февраля 1943 в селе Теребежи вблизи Олеско состоялась III конференция ОУН-Б, на которой было решено начать открытую партизанскую войну на Волыни. Конференция, что важно, состоялась после победы Красной Армии под Сталинградом, но до её поражения в битве под Харьковом в марте 1943 года. Бандеровцам могло казаться, что поражение Германии уже очень близко. Они были убеждены, что окончательную битву за независимость им придётся вести с СССР или Польшей, а может, и обоими врагами одновременно. Программное выступление на конференции произнёс Михаил Степаняк, который предостерёг, что СССР может победить в войне. Он предложил немедленно начать восстание против немцев и освободить Украину от оккупации до прихода Красной Армии, его действия были поддержаны Проводом, но не были реализованы под давлением Дмитрия Клячкивского и Романа Шухевича (будущего преемника Клячкивского на посту главнокомандующего УПА), по мнению которых вооружённая борьба должна быть направленной в первую очередь не против немцев, а против советских и польских партизан. Никаких признаков грядущей резни в документах постановления ІІІ Конференции ОУН-Б не было обнаружено.

### Польско-украинский конфликт на Люблинщине и его связь с Волынской резнёй
Одним из самых спорных исторических вопросов предшествия Волынской резни являются этнические чистки украинского населения со стороны поляков на Закерзонье (на Холмщине и Люблинщине). Противоречивость заключается в разной трактовке времени этих событий: они предшествовали акциям на Волыни или произошли уже после их начала. Как свидетельствуют архивные документы одного из подпольщиков ОУН, к нему обратились украинцы-беженцы из-за Западного Буга с просьбой защитить их от польского террора. Как это случалось и раньше, руководители ОУН вступили в переговоры с польским подпольем с предложением о мирном разрешении всех проблем, однако положительного ответа не получили. Российский историк Александр Гогун считает, что польский террор на Люблинщине стал последней каплей, которая побудила ОУН начать антипольские акции на Волыни. Гжегож Мотыка считает, что массовые убийства украинцев польским подпольем на Холмщине начались только с весны 1943 года уже как ответ на действия УПА, а до этого их целью было не «очищение» Люблинщины от украинцев, а сопротивление немецкой операции выселения. Начальником службы безопасности (СД), СС и полицайфюрером Люблинского дистрикта Генерал-губернаторства Одило Глобочником на территории Замойского повета планировалось создание образцовой немецкой колонии «Гиммлерштадта», заселённой крестьянами из Германии (райхсдойчами), лицами немецкой национальности (фольксдойчами) и голландцами. Для защиты немцев на границах колонии должны были быть размещены украинцы. В ходе переселенческой акции, начавшейся 27 ноября 1942 года и проходившей до середины февраля 1943 года, в польских сёлах, откуда поляки были предварительно выселены, были размещены украинские крестьяне. Десятки тысяч поляков, выселенных зимой из своих домов, пополнили АК и начали ответные акции против украинцев. С их точки зрения украинские переселенцы были грабителями их имущества и немецкими коллаборационистами.
В результате с января 1943 года польские партизанские отряды приступили к истреблению украинских старост, агрономов, членов Украинского центрального комитета. Например, в Грубешевском повете погибли председатель Грубешувского УЦК Яков Струтинский и организатор самообороны в этом повяте полковник Яков Гальчевский. Отряды АК и БХ нападали на посты Украинской вспомогательной полиции, в марте 1943 года разгромили их в Потурине и Модрине. В тяжёлом положении оказались украинцы, которые жили в Билгорайском повете. Поляки постоянно нападали на них, отбирая имущество: лошадей, одежду. Часто нападения сопровождались избиениями, а иногда и убийствами. Всё это, по мнению Гжегожа Мотыки, делалось для того, чтобы заставить украинцев покинуть занятые хозяйства. Всего до весны 1943 года аковцы убили на Закерзонье не менее 400 представителей сельской украинской интеллигенции и духовенства. Украинские историки Иван Патриляк и Анатолий Боровик пишут, что в ходе карательных акций АК на Холмщине в декабре 1942 — марте 1943 года было убито 2000 гражданских украинцев, несколько тысяч стали беженцами. Но при этом и украинская вспомогательная полиция действовала безжалостно. В феврале 1943 года в Малых Скоморохах полицейские убили несколько человек. 12 февраля они убили командира роты АК Сагрынь-Турковичи Зигмунта Бондаревича, а 18 марта в Вроновицах погиб офицер АК Антоний Пельц.

## Развитие и ход конфликта

### Начало резни (февраль — июнь 1943)
По данным всеобщей переписи населения, в 1931 году на Волыни проживало 2 млн. 85 тыс. человек, среди них 1 млн. 418 тыс. украинцев, 346 тыс. поляков и 207 тыс. евреев. В тридцатые годы XX века поляки проживали в более чем 5200 населённых пунктах из 6800. Польских сёл насчитывалось 745. Учитывая, что во время первой советской оккупации Западной Украины советские репрессии нанесли польской общине немалый ущерб (в период с 1939 по 1941 год советские власти депортировали 200 000 поляков в дальневосточные регионы СССР), сложно утверждать, что она сама по себе представляла собой значительную угрозу для украинских националистических сил. Поэтому на Волыни не ожидали серьёзных антипольских выступлений. Ещё на рубеже 1942 и 1943 годов польское подполье положительно оценивало положение в этом регионе. Отчёты, которые присылали в Лондон, скорее были обнадёживающими. Правда, первые убийства поляков украинскими националистами случались уже в 1942 году, однако они не носили массового характера, и, следовательно, не вызвали беспокойства широкой общественности. Многие поляки принимали активное участие в деятельности украинского подполья в борьбе против немецкой оккупации. Складывалась видимая ситуация, когда оба народа объединялись против оккупантов, которыми считали как немцев, так и Советы. Однако, как уже было сказано раньше, антиукраинский террор АК на Люблинщине и деятельность польских подпольщиков с их вооружёнными формированиями на Волыни были причинами создания отрядов УПА.
В начале 1943 года резко возросло число убийств отдельных лиц польской национальности и польских семей. Со значительной степенью вероятности их можно рассматривать как проявление подготовки бандеровцев к антипольской акции. Изначально акции украинских повстанцев были направлены против польских сотрудников гитлеровской администрации, работавших в службе охраны лесов и государственных имений (легеншафты). Затем они распространились и на гражданское население в сельской местности — сперва на прибывших в межвоенный период колонистов, а затем и постоянных жителей. Сначала поляков убивали преимущественно в Сарненском и Костопольском районах, затем волна убийств распространилась на значительно больший регион. Волна атак планомерно перемещалась на запад. Истребление польского населения в мае-июне 1943 года распространилось на Дубенский, Луцкий и Здолбуновский районы, а в июле 1943 года охватило все земли Волыни, кроме Любомльского района.
Первым заметным актом геноцида было уничтожение 9 февраля 1943 года польской колонии Паросля в Сарненском районе. По версии Гжегожа Мотыки, оно было совершено подразделением («первой сотней УПА») «Долбёжки-Коробки» (Григория Перегиняка). Судя по описанию польского историка, этот отряд после боя в городке Владимирец зашёл под видом советских партизан в деревню и потребовал от местных поляков помощи. Поев в домах крестьянских семей, бойцы отряда собрали поляков в одно место и зарубили топорами 173 человека. Перегиняка ликвидировали сами немцы спустя две недели после резни в Паросле, когда его сотня попыталась атаковать немецкий гарнизон в Высоцке.
В марте 1943 года началась уже систематическая и плановая ликвидация всех поляков. Так, в Костопольском районе в ночь с 9 на 10 марта в колонии Антоновка уповцы убили около двадцати поляков, 12 марта в селе Белка было убито несколько поляков, а 18 марта совершено нападение на колонию Боровка, где погибли 29 поляков. 20 марта несколько поляков стали целью нападения в Деражном. 22 марта 1943 года уповцы атаковали школу в Млыновцах, где находился немецкий гарнизон из нескольких человек. Здание сгорело вместе с немцами и тремя поляками. 26 марта разгрому подверглось село Липники. Среди погибших было 182 человека, в том числе 4 еврея и 1 русский. Тогда едва не погиб будущий первый космонавт Польши Мирослав Гермашевский.
Эти убийства были, однако, лишь прелюдией к массовой антипольской акции. Всё свидетельствует о том, что руководство ОУН-Б и УПА моментом концентрированного удара по польским сёлам во всей восточной части довоенного Волынского воеводства выбрало Страстную неделю 1943 года. Уже и раньше ходили слухи, что «Пасха покраснеет от крови поляков». Это был отголосок приготовлений украинских партизан. Атаки начались сразу в начале недели, достигнув апогея на Пасхальное триденствие. Позже волна нападений там несколько спала. Самая кровавая акция весной произошла 22—23 апреля 1943 года, когда отряд УПА напал на посёлок Яновая Долина в Костопольском районе. В посёлке квартировал немецкий гарнизон численностью до роты, однако он не покинул своей базы на момент атаки и открывал огонь по уповцам только тогда, когда те слишком близко приближались к месту их дислокации. Тогда погибло от 500 до 600 человек ─ как нацистов, так и мирных жителей. Янова Долина снова стала объектом атаки УПА 15 мая, однако в тот день никто не погиб. Вне досягаемости немецкой обороны находились электростанция, трансформаторная и насосная станции и многие другие здания, которые сожгли или взорвали повстанцы.
С конца апреля — начала мая 1943 года УПА проводила регулярное «очищение» региона от польского населения уже в юго-восточных районах Волыни (Кременецкий и Шумский). Так, в ночь со 2 на 3 мая объединённые подразделения УПА и ОУН-мельниковцев атаковали Куты. Польская самооборона защищалась в каменных зданиях в центре. Украинские партизаны врывались в дома, расположенные по линии обороны, убивая жителей, грабя и поджигая дома. Одновременно шёл интенсивный обстрел центра села. Около 3.30 утра нападавшие отступили. Погибли по меньшей мере 53 поляка. Сразу же после нападения немцы эвакуировали это поселение, оставив в нём только украинцев.
2 июня 1943 года украинские партизаны атаковали село Гурбы (менее чем через год вблизи этого села состоится битва УПА с советскими войсками, которую считают крупнейшей в истории этого военного формирования). Пользуясь штыками и топорами, украинцы убили около 250 поляков. В последующие дни продолжалась охота на отдельных заблудившихся лиц.
В середине июня 1943 года в результате блокады, введённой украинскими партизанами, был эвакуирован посёлок Колки. Немцы организовали эвакуационные транспортные средства, которыми оттуда выехало большинство поляков. После эвакуации немецкого гарнизона Колки сразу же занял батальон УПА под командованием «Рубашенко» (Степана Коваля). Приход повстанцев в посёлок сопровождался расправой над польским населением. 13 июня уповцы согнали оставшихся в Колках поляков в католическую церковь и подожгли её. Погибли около 40 человек. Колки вскоре получил статус столицы небольшой повстанческой республики, возникшей вокруг этого посёлка.
Как следует из подсчётов Владислава и Евы Семашко, с февраля по июнь 1943 года на Волыни погибли около 9 тысяч поляков. Почти 4 тысячи были убиты в Костопольском и Сарненском районах. Но это было только начало антипольской акции УПА.
Перед нападением на населённые пункты поляков часто принуждали к выезду в Польшу. Многочисленные очевидцы, пережившие резню, вспоминали, как украинские националисты выдвигали польскому селу ультиматум, в котором полякам давалось некоторое время, чтобы покинуть место проживания. Этому активно противились местные отряды Армии Крайовой, пытавшиеся таким образом «застолбить территорию Польши» при послевоенном переделе мира. Этот факт послужил причиной того, что в жертвах польского населения некоторые украинские историки обвиняют АК. В случае невыполнения приказа покинуть деревню всё её население уничтожалось, а сама деревня сжигалась. Сёла сжигали без предупреждений, чтобы жители не успели подготовиться к обороне. УПА стремились изгнать поляков потому, что они претендовали на западные украинские земли и представляли собой, с точки зрения украинских националистов, опасность для украинского государства. Те национальные меньшинства, которые, по мнению националистов, опасности для украинского государства не представляли (как чехи), получали возможность не просто мирного существования, но и национального развития.
По мнению ряда современных польских и украинских учёных, за этнические чистки польского населения прямую ответственность несёт главнокомандующий УПА Дмитрий Клячкивский (псевдоним «Клим Савур»). Есть и такое мнение, что существование приказа Клима Савура про «поголовное уничтожение польского населения» не находит достаточного подтверждения в сохранившихся архивных документах. Польский историк Владислав Филяр высказал предположение, что на ІІІ Конференции ОУН-Б было принято решение о начале «национальной революции», а краевым проводам давалась возможность выбора форм борьбы в зависимости от ситуации. На Волыни этой «свободой рук» воспользовался Клячкивский для борьбы с польским населением. Другой польский историк — Гжегож Мотыка — полагает, что, возможно, на ІІІ Конференции ОУН-Б было принято решение выселить польское население из Волыни, а местное руководство ОУН на Волыни между февралём и июнем 1943 года приняло решение без предупреждения ликвидировать польское население, поскольку если бы УПА стала предупреждать поляков и распространять листовки с призывом покинуть Волынь, поляки оказали бы сопротивление, и это сильно осложнило бы работу по их выселению. По его предположению, решение о начале антипольской акции на Волыни было принято тремя людьми — Дмитрием Клячкивским, войсковым референтом Василием Иваховым — «Сомом» и одним из руководителей отрядов УПА Иваном Литвинчуком («Дубовым»).
Украинский историк Владимир Вятрович считает, что антипольские акции УПА были местью за многолетнее господство поляков, а такая радикализация действий была вызвана очень тяжёлой ситуацией на Волыни, когда против УПА воевали Армия Крайова, немецкие войска и советские партизаны. Другой украинский историк — Игорь Ильюшин — считает, что предпосылкой массовых убийств поляков стал декрет УПА от 15 августа 1943 г., передававший украинцам землю польских колонистов. Однако декрет был издан 15 августа, после пика убийств поляков на Волыни.
Весной 1943 на Волыни произошло массовое дезертирство сотрудников украинской вспомогательной полиции с последующим переходом в ряды Украинской повстанческой армии. Существуют несколько версий причин этого события. По наиболее распространённой версии, бандеровское руководство на Волыни сразу после получения информации об итогах III конференции ОУН-Б отдало своим людям приказ уйти в партизаны, а это дезертирство породило цепную реакцию — попытки противодействия со стороны немцев и, в итоге, побег остальных полицейских. Впрочем, возможно, что и так запланированное дезертирство было ускорено разоблачением полицейских, связанных с ОУН, и угрозой ареста со стороны гестапо. Всего в марте—апреле 1943 года от 4 до 6 тысяч полицаев стали партизанами УПА. Украинская вспомогательная полиция, как уже было сказано выше, заведомо причастна к военным преступлениям против гражданского населения, и, уже будучи дезертирами, полицаи имели опыт этнических чисток, понадобившийся им в антипольских акциях: детальное и заблаговременное планирование, тщательный выбор места, предоставление фальшивых заверений местному населению перед его уничтожением, внезапное окружение и массовое убийство. В этот период в УПА брали всех, включая даже тех украинских полицейских, которые ранее совершали казни арестованных гестапо оуновцев. По оценке канадского историка Ивана Качановского, по меньшей мере 23 % лидеров ОУН и будущих командиров УПА проходили службу во вспомогательной полиции. С момента дезертирства полиции, с марта 1943 года, на Волыни начали расти антинемецкие настроения. Они часто были связаны с антипольскими чистками, то есть ориентированы и против немцев, и против поляков. Как правило, полицаи при дезертирстве освобождали заключённых и ликвидировали немецкое руководство, однако очень часто при этом гибли также отдельные поляки, которые, вероятно, находились в «чёрном списке» ОУН.
Немцы решили воспользоваться польско-украинским антагонизмом. Украинцев-дезертиров из полиции частично заменили поляками, и именно тогда начались зверства поляков против украинцев, которые в основном выполняли связанные с немцами вооружённые группы польских полицейских. В частности, 19 апреля 1943 года польские шуцманы совместно с немцами в рамках карательной операции зверски убили 104 мирных жителя-украинца в селе Красный Сад (ныне Михлин). После этого украинские националисты стали обвинять поляков в антиукраинской деятельности, а свои нападения на польские сёла и колонии характеризовать как ответные акции. Относительно того, когда и как было принято решение о проведении антипольских акций и кто был инициатором этих действий, мнения в исторической науке расходятся. Расходятся мнения и в том, как оценивать волынский украинско-польский конфликт — как этническую чистку или как геноцид.
Активную роль в осуществлении антипольской политики осуществляла СБ ОУН. В одном из отчётов за лето 1943 года, сделанном отделом СБ, «очищавшим» Волынь от поляков, мы можем найти следующую информацию: «Ляхов чистокровных нет. Дело смешанных семей рассматривается».
Украинские и польские партизаны в 1943—1944 годах многократно пытались договориться хотя бы о перемирии, но переговоры всегда заходили в тупик. Если же какое-то ограниченное взаимопонимание всё же достигалось, то действия двух подпольных армий вскоре сводили его «на нет». Правительство Сикорского было признано западными союзниками и даже СССР, поэтому антикоммунистическое руководство АК не могло, как УПА, объявить «войну на два фронта» — против Гитлера и Сталина. Во-первых, оно понимало бессмысленность такой войны. Во-вторых, и это главное, борьба против СССР была бы расценена Англией и США чуть ли не как помощь нацистской Германии, а терять поддержку Запада поляки не намеревались, надеясь, что англичане и американцы помогут им восстановить Польшу в её довоенных границах.
Согласно отчётам советских партизан из отряда Василия Бегмы: «Украинские националисты проводят зверскую расправу над беззащитным польским населением, ставя задачу полного уничтожения поляков на Украине. В Цуманском районе Волынской области, сотне националистов было предписано до 15.04.43 уничтожить поляков и все их населённые пункты сжечь. 25.03.43 уничтожено население и сожжены населённые пункты: Заулек, Галинувка, Марьянувка, Перелисянка и другие». «В райцентрах Степань, Деражная, Рафаловка, Сарны, Высоцк, Владимирец, Клевань и др. националисты проводят массовый террор в отношении польского населения и сёл, причём необходимо отметить, что националисты не расстреливают поляков, а режут их ножами и рубят топорами независимо от возраста и пола».
То, что убийства совершались «деревенским» оружием: вилами, топорами, лопатами, — часто трактуют как свидетельство того, что акции против поляков шли «снизу». И действительно, известно, по крайней мере в ряде случаев, что к акциям украинских националистов подключалось и мирное население, включая женщин. Порой убийства поляков топорами осуществлялось не простыми селянами, а сельскими активистами ОУН, мобилизованными в УПА. Иногда мобилизованным украинцам объясняли поставленные перед ними задачи лишь в ночь убийства. То есть даже убийства, совершаемые простым «инвентарём», часто осуществлялись солдатами УПА, а не исходили «снизу», даже если подобные акции полностью и поддерживались украинскими крестьянами. Известно, что одной из проблем УПА был острый недостаток амуниции, в том числе патронов, поэтому убийства «подручными» средствами безоружных польских колонистов (если это было нападение на неподготовленную и на незащищённую польским отрядом самообороны колонию) могли осуществляться солдатами УПА и ради экономии боеприпасов.

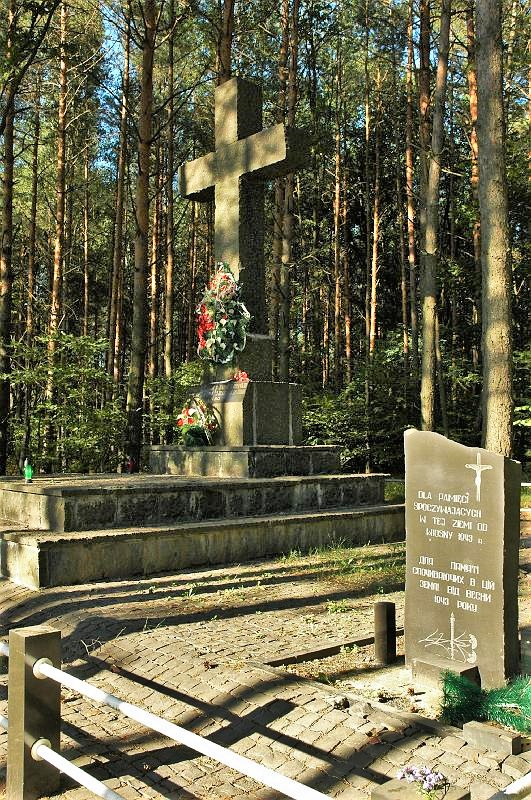
Памятник польскому населению, уничтоженному боевиками УПА в Яновой Долине

18 мая 1943 года главнокомандующий УПА Дмитрий Клячкивский выпустил обращение, в котором всю ответственность за обострение межэтнических отношений на Волыни возложил на поляков, обвинив их в службе во вспомогательной полиции и уничтожении украинских сёл: «Если польское гражданское сообщество не повлияет на тех, кто пошёл в администрацию фольксдойчами, полицейскими и другими, и не повлияет на то, чтобы они покинули эту службу, то гнев украинского народа прольётся на тех поляков, которые живут на украинских землях. Каждое спалённое село, каждое поселение, сожжённое из-за вас, отразится на вас». Фактически, ответственность возлагалась на польский народ в целом; разницы между немецкими прислужниками и мирным польским населением не делалось. И позднее, летом 1943 года, после проведения ещё более страшных нападений на польские колонии и сёла, издание политотдела УПА «К оружию» («До Зброї») обвиняло польских «прислужников» «немецкой орды» в том, что они мучают Украину хуже немцев. Об уничтожении же отрядами УПА мирного польского населения издание ничего не сообщало.
Всё это полностью лежало в русле всей предвоенной идеологии ОУН, возлагавшей ответственность за все неправды в отношении украинцев не на конкретных исторических лиц, а на целые народы. Если столкновение УПА с польским подпольем, с польской немецкой полицией было неизбежно, то уничтожение мирного населения, на которое украинскими националистами возлагалась ответственность за преступления польской полиции и немецких коллаборационистов как на «поляков», было продиктовано именно идеологическим опытом ОУН, нациоцентричным видением мира и истории, когда субъектами истории для националистов выступали не те или иные люди, процессы, а целые нации.

### Пик резни (июль — август 1943)

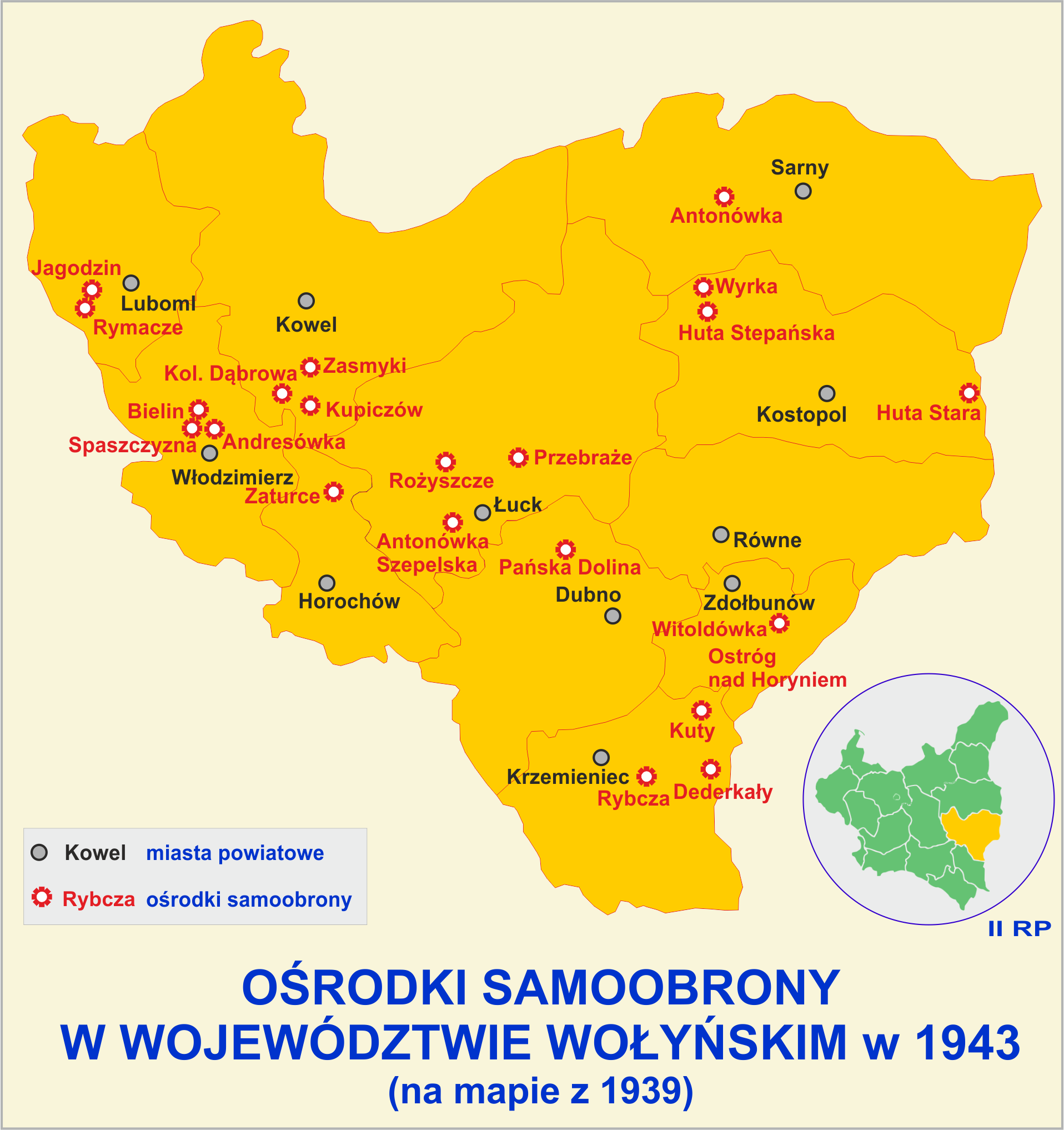
Базы польской самообороны на Волыни в 1943 году

#### Кровавое воскресенье
В конце июня — в июле 1943 года началась новая волна нападений, ещё более сильнее, чем апрельская. В отличие от весенних акций, теперь нападения распространились и на запад Волыни. Доподлинно неизвестно, кто и когда отдал указание их организовать. По мнению польского историка Гжегожа Мотыки, в 20-х числах июня 1943 года главнокомандующий УПА Дмитрий Клячкивский издал приказ о истреблении поляков в западной части Волыни. Этот факт подтверждается командиром отряда «Озеро», а затем командующим ВО-«Туров» Юрием Стельмащуком-«Рудым» в послевоенных показаниях на допросах в НКВД после ареста:

 В июне 1943 года в Колковском лесу встретился я с Климом Савуром, заместителем председателя ставки Главной команды Андриенко. Савур дал мне приказ уничтожить всех поляков Ковельского округа. Не выполнить приказ я не имел права, а выполнять не позволяли личные убеждения. Я обратился к Андриенко. Андриенко сказал мне, что это указание не с центра, это искажение на местах
По мнению Гжегожа Мотыки, планы УПА предполагали как можно больший охват деревень, чтобы уничтожить поляков и не дать им возможность защититься. Днём начала акции выбрали воскресенье 11 июля, так как в этот день был популярный православный праздник Петра и Павла, и можно было захватить наибольшее число поляков в церквях. Незадолго до бойни украинские националисты стали распространять листовки, разъясняющие украинскому населению позицию УПА относительно польского населения. В одной из них украинские националисты заявляли, что не имеют «никаких вражеских замыслов против польского народа» и желают ему «завоевать для себя Самостоятельное Национальное Государство на своей этнографической территории», хотя при этом поляки обвинялись в прислужничестве большевикам и немцам, в том, что их сёла служат базами для большевистских партизан. Листовка завершалась призывом к украинцам вступать в УПА и совместно бороться «против захватчиков и их прислужников».
Как и предполагалось, в ночь с 10 на 11 июля 1943 года отряды УПА при поддержке украинского крестьянства, мобилизованного в так называемые отделы украинской кустовой самозащиты (Самооборонні Кущові Відділи), приступили к скоординированному нападению на деревни, в которых жили поляки, в основном во Владимир-Волынском и Гороховском районах, а также частично в — Ковельском. Уповцы действовали в специализированных группах: некоторые подразделения окружали село кордоном, другие занимали местность, собирали жертв в одном месте и убивали. Очисткой местности от оставшихся в живых и грабежами занимались украинские крестьяне. Отряды УПА по окончании резни в одной местности быстро переходили в другую, предназначенную к уничтожению.
Одно из первых массовых убийств было совершено в Доминополе. Партизаны (предположительно отряд «Сич» под командованием Порфирия Антонюка) убили около 220 поляков. Село примечательно тем, что в нём с марта 1943 года дислоцировался польский партизанский отряд, который поддерживал контакты с УПА. За день до трагедии это подразделение ликвидировали, скорее всего, вооружённые отряды Службы безопасности ОУН. Примерно в 2.30 напали на Гурув, убив 200 поляков. Спустя полчаса те же самые повстанцы отправились в Выгранку, где замучили 150 человек. В ряде случаев (Хрынов, Крымно, Кисилин, Порицк, Заблочце) были казни верующих, собравшихся на мессу в церкви. В Хрынове погибли 150 человек, в Крымно — 40, в Порицке — 200 и в Заблотти — 76. В Кисилине 90 поляков были убиты, но некоторым из верующих удалось забаррикадироваться и защититься от атак повстанцев.
Акции конца июня — начала июля 1943 года явились самыми масштабными. Гжегож Мотыка пишет, что 11 июля 1943 УПА атаковала 96 местностей, где жили поляки. Американский историк Тимоти Снайдер пишет, что «с вечера 11 июля 1943 года до утра 12 июля», УПА совершили нападения в 167 местах. 12 июля УПА напала в 50-ти сёлах. По подсчётам польской исследовательницы Евы Семашко, в июле 1943 года на Волыни погибло более 10 тысяч поляков.
Примечательно, что упоминания об этой масштабной антипольской акции отсутствуют в немецких документах, донесениях советских партизан и в документах УПА. Украинский историк Владимир Вятрович считает, что число в 100 уничтоженных польских сёл является значительно преувеличенным. По его версии, УПА по состоянию на 11 июля не обладала столь значительными силами, чтобы одновременно могла атаковать такое большое число польских поселений по всей Волыни, а в польских документах значится лишь несколько атакованных польских населённых пунктов 11—12 июля 1943 в южной части Владимир-Волынского района. Некоторые украинские историки рассматривают нападение УПА на польские сёла в качестве превентивной меры, призванной предупредить якобы планировавшееся Армией Крайовой нападение 15 июля на повстанческие базы. Например, Игорь Марчук назвал удар по польским сёлам и колониям 11—12 июля «превентивным актом, осуществлённым, чтобы сделать невозможным реализацию польских планов, которые должны были завершиться в конце концов новой оккупацией украинских земель».
После пика нападений 11—12 июля произошёл временный спад активности антипольских нападений УПА. Гжегож Мотыка объясняет это тем, что украинские националисты вновь собирали силы перед новыми операциями, а также хотели дождаться, пока поляки соберут с поля урожай (который был необходим для нужд УПА).

#### Августовские побоища
В конце августа произошёл ещё один массированный удар УПА в западных районах Волыни. Так, во Владимирском-Волынском районе 29 августа 1943 бойцы УПА из куреня «Лысого» перебили топорами и вилами жителей села Землицы (около девяноста жертв). 30 августа 1943 года это же подразделение уничтожило польские сёла Островки и Воля Островецкая на Волыни в Любомльском районе, вследствие чего было убито более 1100 поляков, в том числе 446 детей. В тот же день около 600 человек уповцы убили в колониях Новый и Старый Гай. Согласно показаниям Юрия Стельмащука на допросе в НКВД, всего на территории Голобского, Ковельского, Седлецанского, Мациевского и Любомильского районов 29—30 августа 1943 года было убито свыше 15 тысяч поляков.

### Атаки УПА на города Волыни
Летом 1943 года УПА заняла уже значительные пространства Волыни, создавая повстанческие республики, в которых вся полнота власти принадлежала партизанам. Националисты чувствовали себя настолько уверенно, что осмеливались нападать уже не только на польские сёла, но и на крупные населённые пункты (райцентры), куда стекались беженцы с сёл и где располагались немецкие гарнизоны. Так, по сообщениям советских партизан, 18 июля 1943 года в городе Владимир-Волынский украинскими националистами было уничтожено до 2000 поляков на улицах города. Немецкие власти расправе не мешали, а после погрома агитировали поляков вступать в жандармерию. В период с 15 по 20 июля 1943 года отряды УПА отбили у немцев и удерживали Турийск, во время пребывания в городке они убили неустановленное количество поляков.
В конце июля 1943 года отряды УПА штурмовали Киверцы. Атака была отражена венграми и голландскими солдатами, находившимися в то время на немецкой службе. Во время атаки было захвачено и расстреляно 30 боевиков УПА. 30 июля неопределённое количество поляков погибло во время атаки УПА на Рафаловку. В августе 1943 года уповцы провели атаку на Клевань, но потерпели поражение и отступили, поскольку на помощь полякам пришли венгры и помогли отразить нападение.
8 августа УПА во второй раз атаковала Владимирец. Участник нападения Василий Левкович («Вороной») в своих воспоминаниях писал, что партизаны разгромили в посёлке немецкий гарнизон, вынудив его отступить, однако он не упоминал о том, что тот гарнизон насчитывал всего лишь 6 солдат. 30 украинских полицаев, которые дислоцировались в городке, сразу же, как началась атака, перешли на сторону повстанцев. Поляки успели занять оборону в церкви святого Юзефа. Уповцы, не сумев взять штурмом главный вход, взорвали заднюю стену церкви, убив при этом двух полек. К счастью для поляков, в тот момент во Владимирец прибыла немецкая подмога, что заставило УПА отказаться от дальнейшего штурма и отступить. Сразу же после нападения немцы эвакуировали из городка своих солдат и польское население.
А августе 1943 года уповцы не один раз совершали нападение на Рожище. Нацисты позволили полякам создать в городе крупный отряд самообороны численностью в 130 человек, а также создали отделение шуцманшафта из поляков. Поляки в отместку за нападения 29 августа сожгли украинские села Свуж и Солтысы, убив несколько десятков мирных украинцев.
В ночь с 19 на 20 августа 1943 украинские повстанцы напали на Камень-Каширский (Волынская область), в результате атаки на улицах города погибло 120 поляков. В ночь на с 24 на 25 августа отряды УПА атаковали Мизоч. В городе в тот момент дислоцировался немецко-венгерский гарнизон, который выступил в защиту поляков, благодаря чему была пресечена попытка широкомасштабной резни. Бои УПА с венгерскими частями продолжались всю ночь, к утру отряды националистов отступили. Число жертв гражданского населения убитых в Мизоче польские историки оценивают в 100 человек.

### Резня на рубеже 1943—1944 гг.

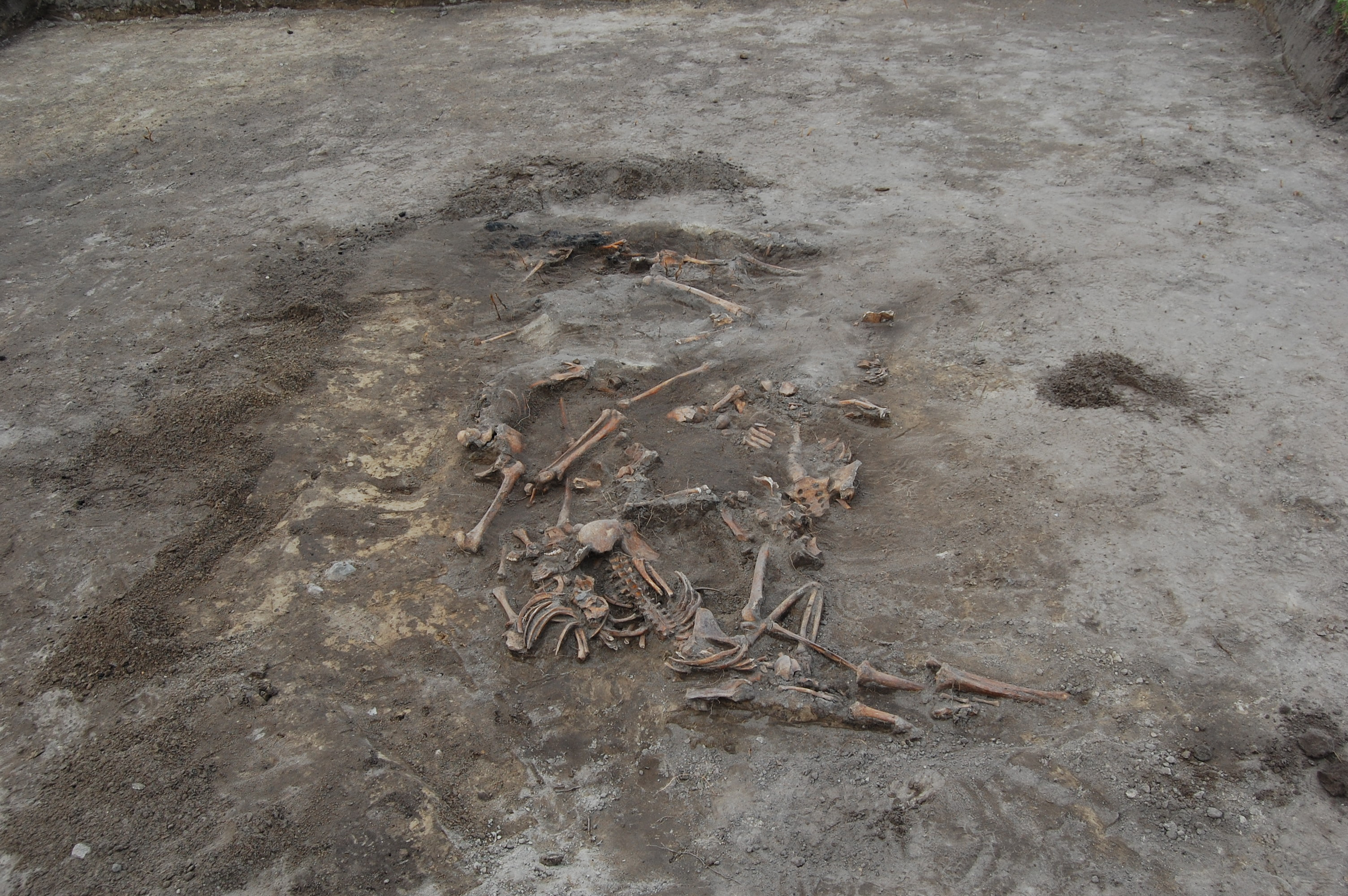
Братская могила жертв УПА, обнаруженная в Воле Островецкой

Последняя массовая волна нападений УПА на польские населённые пункты на Волыни пришлась на конец декабря 1943 — начало января 1944 года. Большое число атак было совершено на католическое Рождество. Новое усиление антипольских акций УПА было связано с тем, что украинские националисты хотели для расправы над оставшимся польским населением использовать период безвластия между отходом немецких войск, покидавших Волынь, и приходом советских. Массовые нападения на поляков на Волыни, как и позже в Галиции, должны были произойти во время пересечения фронта этих земель. В то же время украинские националисты издавали листовки, призывающие поляков «образумиться», перестать выступать против украинцев, бороться за украинские этнографические земли и начать борьбу с немцами и советами.
Так, 30 декабря 1943 сотня УПА Максима Скорупского («Макса») при поддержке трёх пушек калибра 76 мм атаковала заставу польских полицаев в особняке Наречин близ Берестечко, заставив их отступить в город. Тогда уповцы окружили Берестечко и обстреляли его из пушек и пулемётов, убив несколько человек. 3 января 1944 года после ухода немцев и до прихода советской армии отряды УПА вступили в Острог. Около 40 поляков было убито. В тот же день 1944 немцы оставили Олыку. Но прежде чем до города добралась Красная Армия, здесь 13 января от рук УПА погибли 37 поляков. Остальных уцелевших жителей города доставили в Пшебраже. 2 февраля отряд УПА атаковал колонну польских беженцев, двигавшихся под конвоем немцев из города Лановцы в Вишневец. Националисты окружили арьергард колонны и, преодолев слабое сопротивление шуцманшафта, забили камнями и палками 129 поляков. 4 февраля 1944 года уповцы напали непосредственно на Лановцы, где ещё оставались выжившие поляки, укрывающиеся в каменной латинской церкви. Националисты ворвались в церковь и убили 11 из 12 укрывшихся там поляков — выжил один человек, который спрятался за приоткрытым дверным полотном. В начале февраля 1944 года произошло новое нападение отрядов УПА на Владимир-Волынский, в ходе которого было убито около 200 поляков.
После начала антипольской акции многие поляки скрывались в монастыре босых кармелитов в Вишневце, который несколько раз уповцы атаковали в 1943 году. Оборону там держал шуцманшафт, состоящий из примерно 20 поляков при поддержке немецко-венгерского гарнизона. В феврале 1944 года город покинули сначала немцы, потом венгры, которые взяли с собой часть населения, в том числе польский шуцманшафт. В монастыре скрывались от 300 до 400 человек. Поляки надеялись, что сразу после отступления немцев придут советские войска, но первыми появились украинские партизаны. 20 или 21 февраля 1944 года к монастырю подошла группа из СБ ОУН, которая представилась советскими партизанами (по другой версии, бандеровцы притворялись польскими беженцами). Ворвавшись внутрь монастыря, националисты устроили бойню. По некоторым оценкам, погибло около 300 поляков. В то же время в Старом Вишневце было убито 138 поляков. В последующие дни украинские партизаны начали «охоту» на тех, кто спрятался у доброжелательных соседей-украинцев. 27 февраля были убиты топорами три найденные польские семьи.
В начале января 1944 года, после того как Красная Армия перешла довоенную границу Польши, командование Армии Крайовой сформировало на территории Волынской области (западная Волынь) 27-ю пехотную дивизию, насчитывавшую около 6,5 тысяч партизан. В течение января — марта 1944 между отрядами АК и УПА произошло около 20 вооружённых столкновений. Часть из них была неудачной для польской стороны, но в результате большинства победных боёв были уничтожены базы УПА в нескольких сёлах. Под контролем 27-й дивизии АК оказался регион, который охватывал 4 района в западной части Волыни (за исключением городов), частично сняв при этом угрозу для гражданского населения Польши на западе Волыни.

### Галицкая резня
В второй половине 1943 года антипольские акции УПА постепенно распространились на территорию Галиции. По мнению польского историка Гжегожа Мотыки, распространить их на этот регион было решено на ІІІ Чрезвычайном Съезде ОУН-Б, или, что вероятнее, была дана свобода рук в этом вопросе новому главнокомандующему УПА Роману Шухевичу, который после своей осенней инспекции на Волынь принял решение распространить волынскую практику антипольских акций и в Галиции. Никаких резких изменений политики по отношению к полякам не произошло. На Третьем Съезде главнокомандующий УПА Дмитрий Клячкивский был подвергнут критике за «антипольские акции» Михаилом Степаняком и Николаем Лебедем, поскольку они компрометируют всю организацию. Однако тогда его поддержали Роман Шухевич и ряд видных полевых командиров. В сентябрьском указе 1943 г. главам СБ надрайонов на Волыни разъяснялось, кто принадлежал к категории врага. «За врагов украинского народа следовало считать всех коммунистов, вне зависимости от их национальности, ляхов, всех сотрудников немецкой полиции, вне зависимости от их национальности», а также украинцев, которые выступали против УПА.
Возникшая в Галиции в июле-августе 1943 года бандеровская Украинская народная самооборона (УНС), аналог УПА, сразу же начала акции не только против красных партизан Сидора Ковпака или немцев, но и против поляков. Массовую антипольскую акцию, которая прокатится по всей Восточной Галиции весной 1944, предварила волна отдельных убийств начиная с середины 1943 года. Выбор жертвы сначала определял его статус в польской общине, и акции украинских повстанцев сперва были направлены против польских должностных лиц и госслужащих оккупационной администрации. Вполне возможно, что при случае улаживались различные личные счёты. Особо частыми жертвами националистов были лесничие. Командованию УНС также стало известно, что польские подпольщики в Карпатах закладывали военные базы для поддержки деятельности Армии Крайовой. Из Варшавы сюда прибывали военные инструкторы с целью создания боевых групп, которые имели цель взять под контроль территорию региона и таким образом подтвердить польское присутствие в Галиции. Было прямое указание о ликвидации всех участников Армии Крайовой в Карпатах. Отряды УНС, обнаружив места дислокации баз аковцев, уничтожили их, захватив при этом всю переписку, списки участников АК и её симпатизантов. Впоследствии все они были уничтожены националистами.

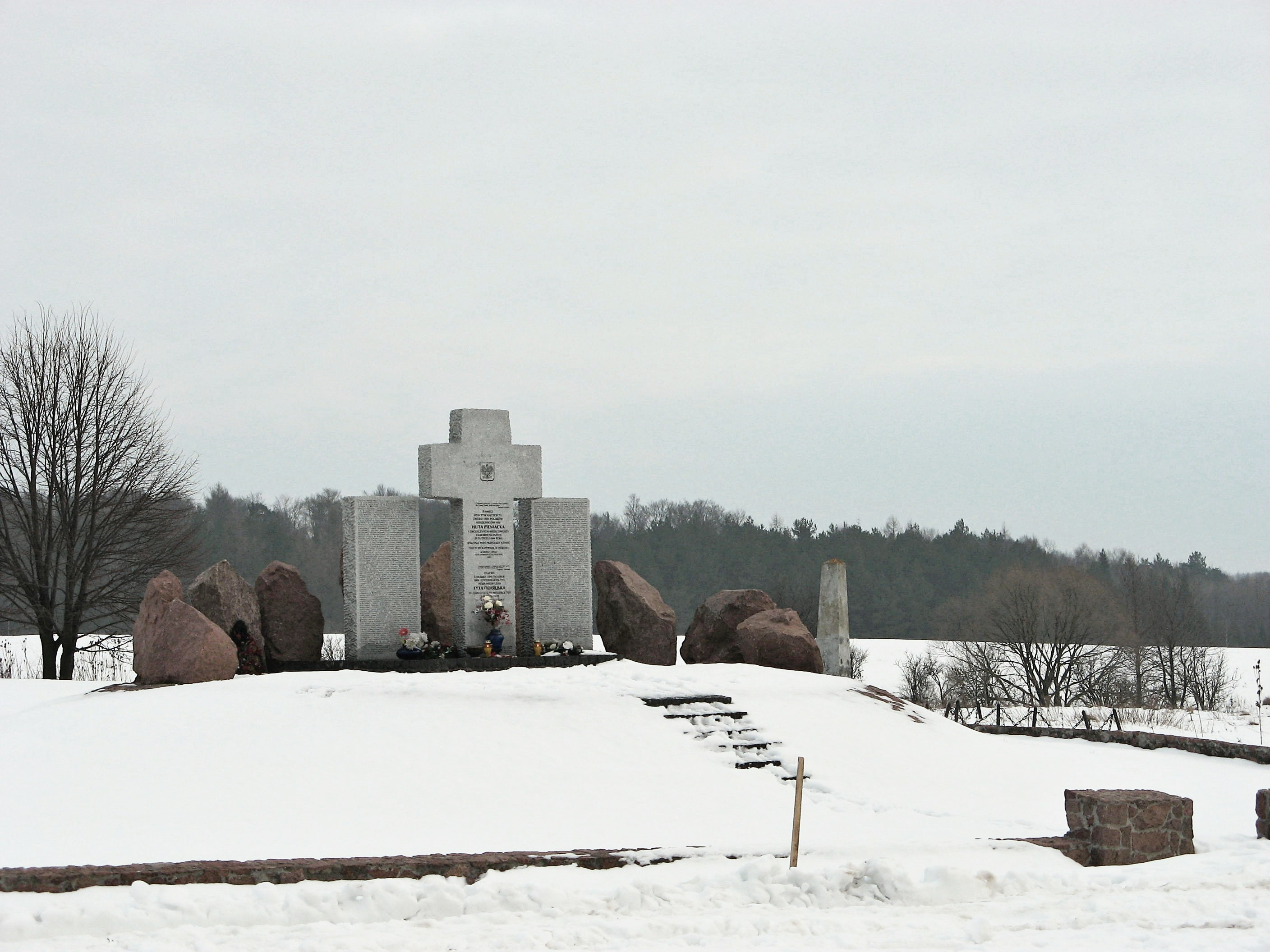
Мемориал уничтоженным жителям Гуты Пеняцкой

Общее количество антипольских акций УНС: август 1943 года — 45, сентябрь — 61, октябрь — 93, ноябрь — 309, январь — 466. По польским подсчётам, к октябрю 1943 от рук УНС в Галичине погибло 563 поляка. В конце 1943 года в Восточной Галиции зафиксированы уже первые массовые убийства поляков. Так, 8 октября село Нетреба в Тернопольском воеводстве, расположенное на границе генерал-губернаторства с РКУ, около 19:30 атаковало подразделение УНС. К счастью для поляков, им на помощь пришёл пограничный пост (Grenzschutz) села Новик. Националисты под обстрелом отступили. Тем не менее погибли 17 поляков. В начале 1944 года украинские повстанцы планировали напасть на Збараж, но город от бойни спас сильный буран, вследствие чего были сорваны военные приготовления.
В январе 1944 года подразделения УНС в Восточной Галиции начали переформировываться в УПА (сформировался главный военный округ УПА-Запад). В лес пошли значительные группы молодёжи. В феврале на восточных кордонах дистрикта «Галиция» появились первые наступающие подразделения Красной Армии. Примерно в то же время, украинские партизаны приступили к реализации в регионе массовых антипольских этнических чисток. С этого момента отчётливо возросло количество нападений на польские села, но это была лишь прелюдия к генеральной операции деполонизации. На рубеже февраля и марта УПА атаковала только отдельные села, например, те, где были базы самообороны и которые поэтому могли представлять угрозу для украинских партизан. Возможно, таким образом они хотели избежать волынского сценария — там в ряде населённых пунктов после начала резни появились базы самообороны.
Не позднее, чем в марте 1944 года, Главное командование УПА отдало приказ — в первых числах апреля начать во всей Восточной Галиции массовые операции изгнания поляков. Члены ОУН-Б, которые служили в украинской полиции, имели задачу спровоцировать как можно более массовое дезертирство её служащих в отряды украинских партизан, а из полицаев планировалось создавать новые подразделения УПА.
В карательных действиях против поляков также принимали участие подразделения 14-й гренадерской дивизии войск СС «Галиция». В течение января-марта 1944 польские поселения («колонии») подвергались нападениям отрядов УПА и подразделений 14-й гренадерской дивизии Войск СС «Галиция» — 4-го и 5-го полков, находившихся в ведении СС и полиции генерал-губернаторства. Наиболее известной совместной акцией УПА и дивизии «Галиция» стало уничтожение польской деревни Гута Пеняцкая, где было убито более 500 мирных жителей.
В целом в Галиции от рук УПА погибло от 20 до 30 тыс. поляков и ещё более 300 тысяч бежали во внутренние районы генерал-губернаторства. Вместе с тем, в марте 1944 года, то есть ещё до пика противопольских выступлений в Галиции, украинские националисты стали распространять листовки, в которых «советовали» полякам вернуться на польские этнографические земли и таким образом покинуть Украину. Дальнейшей мотивацией для убийств, по германским сообщениям, был приказ УПА вытеснить сельчан-поляков из Галиции — или расстреливать их, если они остаются. Доктор Фриц Арльт, относительно хорошо расположенный к украинским националистам, прокомментировал ситуацию следующим образом: «Украинские национальные отряды пользуются возможностью убивать, и часто самым зверским образом, поляков, чехов и этнических немцев, живущих в сельской местности. Кроме того, эти отряды нападают на местных жителей, которые состоят на службе у немцев или симпатизируют Германии».
Характерной особенностью положения в Восточной Галиции было наличие там венгерских войск. Венгры поддерживали польскую сторону в украинско-польском конфликте. Они часто защищали польские сёла от вооружённых нападений боевиков УПА. Польское подполье пыталось использовать венгерские войска для осуществления ответных акций в украинских сёлах, провоцируя мадьяров на проведение пацификаций против украинского населения и отрядов УПА.
В июле 1944 года антипольские акции начались даже в Бещадах, где до прихода советских войск были убиты по меньшей мере 200—250 человек. Самая большая бойня произошла в Балигороде, где только что созданная сотня УПА Владимира Щигельского-«Бурлаки» расстреляла сорок два человека.
С вступлением Красной армии на территорию Западной Украины польское подполье приняло решение начать операцию «Буря». Её целью было занять крупные города, чтобы таким образом продемонстрировать активное участие Армии Крайовой в борьбе против нацистских оккупантов. Это был также план военной и политической демонстрации принадлежности западноукраинских земель Польше. Операция не выполнила своей задачи, однако для оценки польско-украинского конфликта имеет довольно существенное значение. Ведь она убедительно показала, что действия УПА закончились неудачей. Поляки, несмотря на многочисленные нападения украинских партизан, сохранили значительные вооружённые силы. Как утверждает Гжегож Мотыка, если бы дело дошло до польско-украинской войны, подобной той, которая была между ЗУНР и Польшей в 1918—1919 гг., то подразделения АК смогли бы защитить от ударов УПА большинство городов. Во время антипольской операции в Галиции уповцы не нанесли АК никаких существенных потерь. Вместо этого им удалось совершить ужасное опустошение среди гражданского населения.
Как известно, АК в Галиции была разгромлена НКВД и НКГБ. Например, сразу же после захвата Львова — 27 июля 1944 года — НКВД и Красная Армия начали насильственное разоружение польских подпольщиков. Затем последовали массовые аресты расконспирированных во время операции «Буря» аковцев, уже не только во Львове. Советские репрессии, впрочем, охватили только часть подполья, так как сохраняя организационную структуру, они без каких-либо серьёзных потерь пережили зиму 1944—1945 годов, надеясь, что потом смогут отвоевать Западную Украину. Часть участников подполья вернулись к строгой конспирации.

### Ответные карательные действия польских повстанцев
Поляки не оставались у украинцев в долгу. Первые нападения УПА привели к тому, что в сёлах начали организовывать отряды самообороны. Многие сёла превращались в укреплённые пункты, из которых в дальнейшем атаковались украинские сёла, поддерживавшие УПА. Большая часть отрядов самообороны была уничтожена отрядами УПА. Уцелели лишь крупные, например: в Пшебраже, Гуте Степанской и Панской Долине, которые продержались до прихода Красной Армии. Иногда польские базы спасал счастливый случай. Так в начале сентября 1943 УПА решила атаковать значительными силами самооборону в Засмыках (Турийский район). Немецкая военная часть, расквартированная в Ковеле, которая в рамках антипартизанских акций направлялась осуществлять карательные операции против УПА, наткнулась на партизан и тем самым спасла польское село, что привело к битве под Радовичами. И украинцы, и немцы понесли в ней тяжёлые потери. УПА вынуждена была отказаться от нападения и отступить.
Массовая бойня 11—13 июля 1943 года побудила командира Армии Крайовой на Волыни — полковника Казимира Бабинского издать приказ о создании партизанских отрядов на Волыни 20 июля 1943 года. Согласно отданным приказом, было создано девять партизанских подразделений АК, которые насчитывали около 1000 человек. Благодаря высокой мобильности они могли в критические моменты поддерживать базы самообороны, а вместе с неожиданностью атаковать украинцев и наносить им чувствительные удары.
Разница между действиями польской и украинской сторон на Волыни была в том, что если украинские националисты проводили целенаправленную акцию по изгнанию поляков с Волыни, то поляки организовывали пункты самообороны и нападали на сёла-базы УПА и отдельные украинские сёла. Развитых вооружённых сил и ресурсов, необходимых для полномасштабной кампании по изгнанию украинцев с Волыни, у местных поляков не было.
С конца лета (особенно активно — с осени) польскими отрядами самообороны на Волыни проводились «превентивные» нападения на базы УПА или с целью отомстить за действия отрядов УПА. Кроме того, проводились рейды на соседние украинские сёла для пополнения продовольственных запасов, при этом нередко случались убийства местных жителей, а несколько украинских сёл было сожжено частично или полностью. Всего с сентября 1943 по март 1944 года они совершили 39 антиукраинских акций, во время которых убили замучили, сожгли более 550 человек, в том числе детей, женщин и стариков.
По отчётам Украинского центрального комитета, к концу 1943 года, в результате вооружённых операций польского подполья в дистрикте «Галичина» против мирного населения, которое способствовало националистам, погибло 103 украинца. Так например 12 сентября 1943 года члены подразделения АК, прибывшего из Варшавы, застрелили во Львове украинского профессора Андрея Ластовецкого. Его смерть вызвала огромный резонанс во всем городе. Вскоре ОУН отомстила, убив польского профессора Болеслава Ялового.
В результате Волынской резни на Люблинщину прибыли тысячи беженцев из-за Буга. Они принесли с собой вести о зверствах УПА, которые потрясли польское население. Под впечатлением этих сообщений поляки осенью 1943 года усилили акции, направленные против гражданских украинцев. 22 октября 1943 в селе Мирче отряд БХ Станислава Басая («Рыси») убил 26 человек и сжёг 190 хозяйств. 27 октября 1943 в Молодятичах убиты 14 украинцев. 18 декабря в результате нападения на Пересоловичах погибли 18 украинцев (преимущественно мужчин). 24 декабря в Модрыне погибли ещё 16 человек.
В начале 1944 года оуновское подполье значительно усилило свою активность на Холмщине, и уже с конца января созданные ими партизанские отряды начали здесь «ответные акции», которые больше всего хлопот доставляли окружающим помещикам. Деятельность УПА в регионе вызвала бурную реакцию польского подполья. В ответ было решено отнестись к местным украинцам так, как к немецким колонистам. Юридическим основанием для этих действий, по-видимому, приказ главнокомандующего АК, генерала Тадеуша Коморовского от 4 октября 1943 года, который велел «вырезать до основания» колонистов из поселений, которые были «прямо или косвенно» причастны к преступлениям. Было решено, однако негласно, что приказ этот касается не только немцев, но и украинцев.
6 марта 1944 года комендант АК Грубешовского повета Марьян Голембевский принял решение о «превентивно-ответной» акции против ряда поселений, в которых размещались посты украинской вспомогательной полиции или были размещены «станицы» ОУН(б) — УПА. В ночь с 9 на 10 марта 1944 года отряды Армии Крайовой атаковали около 20 сёл в Замойском и Грубешовском повяте, заселённых украинцами. В одном только селе Сахрынь, помимо полицейских, известных своей жёсткостью к полякам, было убито около 200 человек мирного населения. В последующие дни польские подразделения атаковали, в частности, Модрынь, Модринец и Масломичи. В целом на протяжении нескольких недель марта были сожжены несколько десятков украинских сёл и убиты вероятно около полутора тысяч украинцев. Польские потери — один или два человека погибли и двое или трое ранены.
Во время Львовско-Сандомирской операции, 25 июля 1944 года якобы случилась стычка между АК и УПА в греко-католическом кафедральном соборе св. Юра. Тогда же распространился слух, будто бы немцы направили во Львов дивизию СС «Галичина». Желание отомстить за месяцы страха привело к тому, что в части города, занятой аковцами, произошёл ряд самосудов и убийств украинцев. Вероятно, что тогда их погибло около 70 человек.

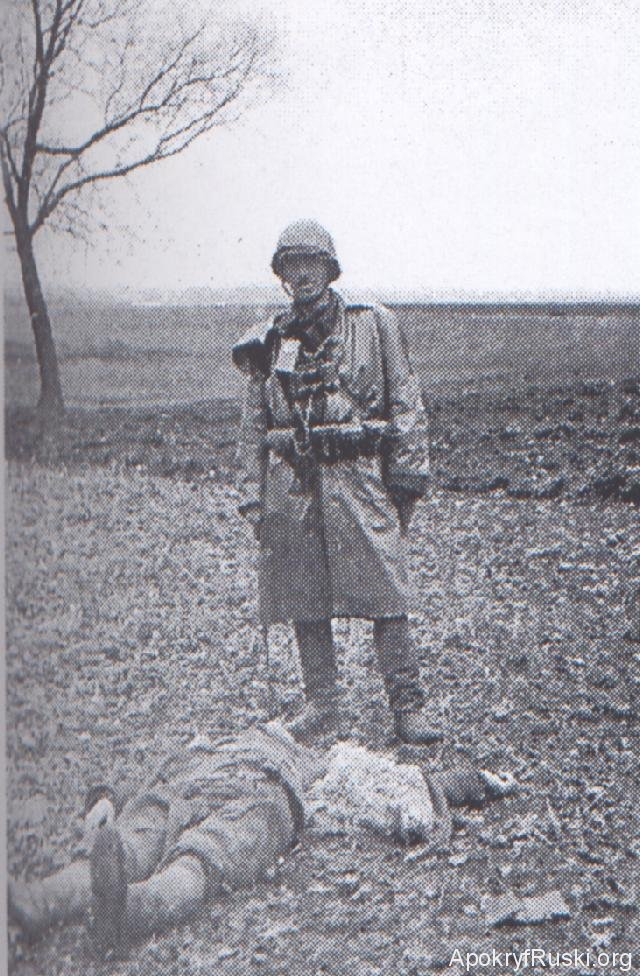
Солдат Армии Крайовой стоит возле трупа украинского крестьянина, который был убит польскими повстанцами в поле вблизи села Сахрынь

В 1945 году произошёл этнический конфликт между поляками и украинцами в Перемышльском повете, результатом которого явились кровавые «пацификации» украинских сёл формированиями «батальонов хлопских» (особенно выделился отряд Романа Киселя по псевдониму «Семп», см. напр. «Резня в Скопове»). 3 марта 1945 года в селе Павлокома львовским отделением Армии Крайовой под командованием Юзефа Бисса было зверски убито 365 украинцев и местный священник. Жертв отбирали по признаку пола и возраста. Девочек убивали начиная с возраста семи лет, мальчиков — с пяти. Лишь 36 человек смогли спастись.
Гжегож Мотыка считает, что за все время польско-украинского конфликта на всех землях от рук польских вооружённых формирований погибло приблизительно 15—20 тысяч украинцев.

### Отношение других украинских националистических организаций к антипольской акции

#### Полесская сечь
Ещё до того, как на Волыни появились бандеровские партизанские формирования, там уже существовала так называемая первая УПА. Её возглавлял Тарас Бульба-Боровец. До войны он был, вероятно, связан с петлюровским движением и нелегально пересекал границу с СССР для выполнения разведывательных задач. После нападения Германии на СССР Боровец с группой своих сторонников разоружил советскую милицию в Сарнах и взял контроль над городом. В середине ноября 1941 года немцы заставили Боровца распустить подчинённые ему подразделения. Поводом стал отказ их бойцов участвовать в расстреле еврейского населения в Олевске 12 ноября. Сразу же после демобилизации Боровец, не исключая борьбу против немцев, начал создавать партизанские отряды. В декабре 1941 года он избрал для них название УПА, апеллируя таким образом к традициям антисоветского партизанского движения 1921 года.
Чтобы оттянуть момент начала борьбы, Боровец проводил переговоры с немцами и советскими партизанами, договорившись и с одними, и с другими о прекращении огня. Он также создал различные политические контакты, в частности, с ним наладили отношения мельниковцы и бандеровские диссиденты во главе с Иваном Митрингой, которых часто называют левым крылом ОУН-Б. С бандеровцами изначально отношения сложились не самые лучшие из-за их стремления объединить все националистические организации под своим флагом силовыми методами. 9 апреля 1943 года в селе Золотолин состоялась встреча, на которой один из руководителей волынской ОУН-Б Василий Ивахив («Сонар») и первый начальник штаба УПА Юлиан Ковальский («Гарпун») перечислили Бульбе предложения о сотрудничестве в обмен на подчинение политическому проводу ОУН-Б. Договорённости стороны не достигли. Действия бандеровцев поставили формирования Боровца в затруднительное положение. 19 августа 1943 на хуторе близ села Хмелёвка (Костопольский район) они напали на штаб Боровца, пленив часть его людей. Среди пленников была его жена, Анна Опоченская (по происхождению чешка). В ноябре, когда её уже нельзя было использовать в качестве заложницы, Опоченскую убили из-за того, что она якобы была польским агентом.
Историки не нашли никаких доказательств участия вооружённых отрядов Бульбы в массовых убийствах польского гражданского населения. Однако по данным советской разведки и воспоминаниям партизанских командиров, «бульбовцы» в ряде случаев убивали местных жителей, которые оказывали помощь советским партизанам, а также их родственников. В тех случаях, когда удалось идентифицировать убийц поляков, ими оказывались бандеровцы. Один из украинских исследователей деятельности УПА («Полесской сечи») Аркадий Жуковский считает, что именно уничтожение польского населения бандеровскими формированиями, взявшими название УПА, заставило атамана сменить название организации на «Украинская народно-революционная армия» (УНРА), чтобы таким образом отмежеваться от подобных действий.
Это, однако, не означает, что бульбовцы никогда не воевали с поляками. Однако, вне всяких сомнений, Боровец выступал против массового истребления мирных поляков, стремясь ограничить военные действия своих подразделений только столкновениями с вооружённым противником. Самый крупный такой бой с поляками произошёл 6 сентября 1943, когда на дислоцированных в селе Вилья партизан УНРА наткнулся отряд Армии Крайовой под командованием Владислава Коханского («Бомбы») и отряд польских коммунистических партизан им. Феликса Дзержинского. После боя, который длился сутки, польские партизаны отступили, потеряв 23 солдат. В УНРА также были серьёзные потери: 8 украинцев (в том числе Иван Митринга) погибли, а 15 были ранены.
Оказавшись в безвыходной ситуации, зажатый между бандеровцами, советскими партизанами, поляками и немцами, Бульба 5 октября 1943 фактически расформировал своё войско и обратился к немцам с предложением о переговорах. Для этого он уехал в Варшаву, где был 1 декабря арестован и отправлен в концентрационный лагерь Заксенхаузен. Осенью 1944 года Бульбу-Боровца освободили из лагеря, а в 1945 году приняли в созданную немцами Украинскую национальную армию. Он вызвался командовать парашютной бригадой, которую планировали перебросить на Полесье.
Некоторые члены УПА утверждали, что именно бульбовцы были виновны в разжигании Волынской резни. Так, по показаниям Михаила Полевого, изначально осенью 1942 года антипольские действия начала Полесская Сечь, а в ответ на это немцы стали бросать на бульбовцев польскую полицию, что вело к поджогам украинских сёл. Якобы после одного такого случая, когда поляки сожгли в церкви 370 украинцев, ЦП ОУН-Б издал директиву уничтожать 10 поляков за каждого украинца.

#### ОУН (м)
После 1941 года пути обеих фракций ОУН окончательно разошлись. Немецкая оккупационная политика привела к тому, что в 1942 году в самой ОУН-М состоялся внутренний раскол на фоне отношения к немцам. Андрей Мельник настаивал на дальнейшем сотрудничестве с Третьим рейхом и занимался рассылкой меморандумов в Берлин с подобными предложениями, однако часть деятелей ОУН-М имела другое мнение. 24—25 мая 1942 года в Почаеве состоялась конференция ОУН-М, на которой был избран заместитель Мельника — им стал Олег Кандыба-Ольжич — и было решено взяться за формирование партизанских подразделений с целью воевать против немцев.
Весной 1943 мельниковцы имели несколько партизанских отрядов на Волыни. Сильнейшим из них была сначала сотня, а затем курень Николая Недзведского («Хрена»). Они также участвовали в нападениях на некоторые польские поселения, в частности, Куты, Довжик и Заболотцы. 13 мая мельниковцы скоординировали свои действия с бандеровцами. Они устраивали засады на дорогах на небольшие немецкие подразделения, в одной из стычек убили православного митрополита Алексия Громадского. Однако 7 июля бандеровцы силой разоружили курень «Хрена», а затем часть его партизан (в том числе Максима Скорупского-«Макса») включили в ряды УПА.
Если на Волыни мельниковцы и бандеровцы пытались в некоторой мере сотрудничать, то в Галиции они не скрывали взаимной неприязни. Когда 11 мая 1943 года во Львове был застрелен известный деятель ОУН-М Ярослава Барановского, в этом покушении мельниковцы немедленно обвинили бандеровцев; те же в специальном заявлении отвергли обвинения. 14 января 1944 года мельниковцев постиг следующий удар: неизвестные убили во Львове полковника Романа Сушко. Подозрение и на этот раз упало на бандеровцев. Оба убийства — и Барановского, и Сушко — осудил митрополит Андрей Шептицкий. В феврале галицкие мельниковцы (возможно, в ответ на покушение на Сушко) обвинили УПА в провоцировании немцев к совершению пацификаций против украинцев, в нарушении договорённостей с подразделениями ОУН-М и коварном разоружении на Волыни, а также в убийствах политических соперников. Мельниковцы также обвинили УПА в продовольственном грабеже украинских крестьян. Бессмысленной, по мнению ОУН-М, была и антипольская акция УПА. Мельниковцы были убеждены, что единственным следствием таких действий стал побег поляков в города, что только ослабило украинцев на Волыни. Они предостерегали, что перенос подобных методов в Восточную Галицию только принесёт украинскому сообществу кровавые потери.

### Роль нацистов в украинско-польском конфликте
Бытующая среди некоторых историков версия о том, что польско-украинский конфликт на Волыни был инспирирован целенаправленными действиями немецких властей, не подтверждается документальными свидетельствами. Более того, имеющиеся в наличии материалы переговоров представителей УПА с немецкой стороной (в том числе переговоры представителя ОУН Ивана Гриньоха с представителями СД) противоречат этой версии. Одним из требований немецкой стороны на этих переговорах было прекращение самовольных актов террора против поляков со стороны украинских националистов. Немцы не были заинтересованы в неконтролируемом уничтожении поляков украинскими националистами, поскольку это подрывало баланс сил на контролируемой немцами территории и дезорганизовывало тыл фронта. Нацистская администрация поддерживала создание отрядов самообороны. Им дали согласие на хранение оружия, а некоторым отрядам оружие даже предоставили. В то же время немцы смотрели сквозь пальцы на то, что польские форпосты имели больше оружия, чем это позволяли немецкие правила. Помощь, которую оказывали полякам немецкие власти на Волыни, учитывая жестокость политики, проводимой нацистами в генерал-губернаторстве, можно считать одним из парадоксов тогдашней ситуации. Немцы просто считали поляков определённым противовесом для УПА. Кроме того, согласно международному праву, обязанностью оккупационной власти является забота о безопасности гражданского населения.
Как уже была сказано выше, на Волыни, после того как украинская полиция массово перешла на сторону УПА, немцы стали её активно заменять поляками. В различных населённых пунктах были сформированы польские шуцманшафты для поддержки, как правило, слабых немецких гарнизонов. Атаки УПА немцы и польские полицаи отбивали тоже вместе. Из местного польского населения в различные полицейские подразделения были призваны в среднем от полутора до двух тысяч человек. Кроме того, в Украине действовали два батальона вспомогательной полиции, сформированные целиком из поляков (107-й и 202-й), которые принимали активное участие в пацификации украинских сел. Особой жестокостью отличился в этом деле 202-й батальон: на его счету полностью сожжённые сёла Злазне, Подлужное, Яполоть и частично сожжённый Головин. Что касается 107-го батальона шуцманшафта, то он дислоцировался во Владимире-Волынском и не раз отбивал атаки УПА на город. В начале 1944 года батальон полностью перешёл в ряды Армии Крайовой, составив, по польским данным, около 10 % состава позднейшей 27-й Волынской дивизии пехоты АК. Одна из самых известных на Волыни карательных операцией нацистов с участием польских полицаев — это полное уничтожение села Малин, где оккупанты и их пособники убили 624 чеха и 116 украинцев. В селе действовала молодёжная организация ОУН, несколько десятков членов которой попыталось оказать сопротивление, но в борьбе с регулярной армией они не имели никаких шансов.

### Роль советских партизан в украинско-польском конфликте
Резня поляков, начатая УПА в начале 1943 года, привела к формированию внутри польского меньшинства своего рода раскола: одни искали помощи у немцев против УПА (шли служить во вспомогательную полицию) и таким образом становились врагами ещё и советских партизан, другие пользовались поддержкой коммунистов: в 1943—1944 годах через отряды красных партизан на Волыни прошло пять тысяч поляков, в восточной Галиции — 500.
Гжегож Мотыка считает, что массовый побег украинских полицейских в леса в марте-апреле 1943 стал причиной эскалации польско-украинского конфликта на Волыни. Он, опираясь на воспоминания советского партизанского командира Антона Бринского, полагает, что украинских полицейских бежать в лес к бандеровцам побудила советская провокация, организованная Бринским. Советские партизаны, стремясь способствовать дезертирству в полиции и ослабить таким образом немцев, не предусмотрели, что полицейские, вместо того, чтобы идти в их отряды, попадут к националистам. Поэтому они опрометчиво ускорили активизацию действий бандеровского партизанского движения (не стоит однако, делать вывод, будто они стремились спровоцировать националистов к кровавым расправам над польским населением, что, вполне очевидно, было «авторским» замыслом руководства ОУН-Б). И когда по наущению советских агентов начались аресты и расстрелы украинских волынских полицейских немцами, перед руководством ОУН на Волыни встал вопрос: как действовать дальше. Ответ был найден путём борьбы ОУН на Волыни против всех врагов Украины одновременно, включая поляков. Если «советская провокация» против украинских полицейских и привела к бегству украинских полицейских в леса к УПА, то она послужила только спусковым крючком к этому, но не основной причиной. Переход волынских полицейских в УПА планировался украинскими националистами независимо от указанных событий, причём инициатором этого перехода был Дмитрий Клячкивский. Переход полицейских в УПА, как уже было сказано раньше, хорошо согласовывался с планами создания повстанческой армии.
Советские партизаны эффективно защищали местное польское население от атак УПА. Они, в частности, помогли выстоять отрядам самообороны в Пшебраже и Старой Гуте, тем самым спасая многих поляков от смерти из рук украинских националистов. Они также иногда организовывали совместные ответные карательные операции против украинцев. Например, в ответ на убийство нескольких партизан 18 декабря 1943 польские коммунисты из подразделения им. Т. Костюшко (из бригады Шубитидзе) при поддержке советских партизан напали на Лахвичи. Местная боёвка ОУН из-за численного перевеса врага отступила из села. Населённый пункт был наполовину сожжён. Было убито 25 мирных жителей, 15 ранено и 10 похищено.
Несмотря на то, что красные партизаны критически относились к этническим чисткам, которые проводила УПА, они, сражаясь в рамках «классовой борьбы» с «польскими националистами», негативно относились к полякам, которые симпатизировали антикоммунистической Армии Крайовой, офицеры которой осознавали вынужденность своего союза с красными, так как в Лондоне существовал военный антигерманский союз между советским правительством и эмигрантским правительством Польши. Польское сопротивление понималось красными только в контексте союза поляков и советских партизан. Отношения между Армией Крайовой и советскими партизанами быстро испортились. Полякам стали известны планы советского руководства, которые предусматривали разоружение польских отрядов после занятия территории Западной Украины советской армией. Обострению отношений также поспособствовал разрыв дипломатических отношений между эмигрантским правительством Польши и Советским Союзом из-за обнаружения немцами в Катынском лесу массовых захоронений польских офицеров, расстрелянных сотрудниками НКВД в 1940 году.
Периодически советские партизаны на Западной Украине тайком организовывали убийства офицеров Армии Крайовой. В декабре 1943 советские партизаны из соединения генерал-майора Михаила Наумова коварно уничтожили подразделение АК под командованием капитана Владислава Коханского («Бомбы»): его вместе с бойцами пригласили на ужин в село Заволче, но только для того, чтобы разоружить и арестовать. В ходе этой операции 11 аковцев расстреляли, а «Бомбу» с несколькими другими офицерами перевезли через линию фронта и отдали в руки НКВД.

### Отношение УПА к другим нацменьшинствам Волыни и Восточной Галиции

#### Евреи
Одновременно с поляками под удар УПА попали и евреи; как правило, гибли те, кого мирные поляки прятали. Точное число жертв неизвестно. По мнению Гжегожа Мотыки, число евреев, убитых непосредственно УПА, не превышает 1—2 тысячи, при этом большая их часть погибла именно на Волыни в 1943 году. Курс на уничтожение евреев осуществлялся, в основном, силами СБ-ОУН, а от большей части рядовых членов УПА убийства евреев скрывались. Иногда еврейским партизанским отрядам на Волыни, которые были сформированы из выходцев из гетто, приходилось отражать нападения украинских националистов.
Согласно планам ОУН-Б евреев следовало «принудительно выселить». Однако, когда УПА стала силой, с которой надо было реально считаться, Холокост на Западной Украине уже завершился. Депортационные планы утратили актуальность прежде, чем оуновцы получили возможность их реализовать. В этой ситуации украинские партизаны решили использовать уцелевших евреев для собственных целей, принимая в свои ряды специалистов: врачей, ремесленников. Некоторые из них, возможно, искренне связали свою судьбу с УПА, в частности, как доктор Самуэль Нойман, который, видимо, погиб в бою с советскими войсками в июле 1945 года в Чёрном Лесу, или Шая Варм, арестованный красными 9 августа 1944 и за связи с националистами приговорённый к 20 годам лагерей. Однако большинство из них были убиты в момент наступления фронта. Погибли также почти все евреи, признанные «непригодными»[уточнить]. Некоторые украинские историки, однако, это отрицают, утверждая, что подразделения УПА имеют значительные достижения в спасении еврейского населения, однако факты убийств подтверждают, в частности, документы подполья.
После прихода Красной Армии политика ОУН-Б в отношении еврейского населения изменилась. 5 сентября 1944 командование военного округа «Буг» издало приказ № 11/1944, в котором была фраза: «Жиды и другие иностранцы на нашей земле: трактуем их как национальные меньшинства». В другой инструкции чётко поручено «против жидов не проводить никаких операций. Еврейский вопрос перестал быть проблемой (их осталось очень мало). Всё, что выше, не касается тех, кто выступают против нас».

#### Чехи
Спорным вопросом являются взаимоотношения украинских националистов и волынских чехов. В литературе они часто приводятся как образец возможного варианта национальных отношений между ОУН и другими народами в случае уважительного отношения последних к украинскому национальному движению. Известно, что отношения между украинцами и другими народами на Волыни (где имелись чешские колонии) во время войны не достигали такого уровня напряжённости, как взаимоотношения с поляками. На подконтрольных УПА территориях, одновременно с раздачей польской земли крестьянам, украинское командование разрешало волынским чехам создавать учебные заведения со своим языком обучения, где украинский язык был бы лишь одним из учебных предметов. Однако и здесь всё было не так однозначно. Глава Рейхскомиссариата «Украина» Эрих Кох отмечал в своём сообщении Альфреду Розенбергу, что украинские националисты уничтожают не только польское, но и чешское население. Действительно, по показаниям одного из сотрудников СБ-ОУН, среди народов, которые глава СБ-ОУН Ровенского района «Макар» назвал врагами, подлежащими уничтожению, были и чехи. По подсчётам некоторых польских историков, всего во время Второй мировой войны боевиками УПА было убито более 300 волынских чехов.
Однако о каких-либо античешских директивах, исходивших из ЦП ОУН-Б или ОУН-Б на ПЗУЗ, ничего неизвестно. Каких-либо формулировок своего отношения к чехам в периодике ОУН и УПА того времени не было. Видимо, акции против цехов были местной политикой, возможно, инициативой «снизу», и не захватывали всей подконтрольной УПА территории, иначе трудно объяснить, почему большинство чешского населения Западной Украины достаточно спокойно пережило Вторую мировую войну. Судя по всему, УПА убивала чехов, живших в смешанных семьях с поляками и подозреваемых в прокоммунистических симпатиях; не исключено, что их убивали и за помощь полякам. Например, УПА 22 ноября 1943 напала на село Купичев, которое было населено чехами и откровенно поддерживало польскую сторону в Волынской трагедии, выставив отряд ополчения в поддержку дислоцированного в селе гарнизона АК. Уповцы имели «танк» (трактор, обшитый панцирем и оснащённый малокалиберной пушкой), но, к счастью для защитников села, «танк» во время атаки сломался, а появление подкрепления АК заставило украинцев отступить.

#### Армяне
Жертвами этнических чисток также была небольшая община польских армян на Западной Украине, уничтоженная за приверженность полякам (например, армянский архиепископ Юзеф Теодорович считал Западную Украину неотъемлемой частью Польши). 19—21 апреля 1944 года около 200 польских армян и поляков были убиты в Кутах (Косовский район). Посёлок был известен как «столица» польских армян.

### Вторая половина 1944 года. Завершение резни
К лету 1944 года вышли указы различных структур УПА, запрещавшие убивать польских женщин, детей и стариков. Подобный указ был издан командиром военного округа «Буг» Василием Левковичем («Вороным») 9 июня. В нём, наряду с женщинами, стариками и детьми, запрещалось убивать и мужчин-украинцев в смешанных семьях, а также украинцев-римокатоликов. 1 сентября 1944 года глава УПА-Запад Василий Сидор указом № 7/44 приказал приостановить антипольскую акцию — надлежало атаковать только «стрибков» и «сексотов». Тем не менее случаи уничтожения детей-поляков продолжались и после издания подобного рода приказов. Например, 10—11 августа 1944 года в селе Малая Любаша Костопольского района были убиты поляк и его жена, в селе Грабовец убиты две семьи поляков, ещё две уведены в лес; 20 августа группой УПА до 200 человек в селе Соколив Стрыйского района было убито 16 поляков, включая женщин и детей. 15 августа отряд из 20 человек напал на колонию Бердище Тучинского района, при этом один поляк был убит, семеро уведены в лес.
К осени 1944 года отношение ОУН (б) к польскому вопросу окончательно изменилось. Массовые аресты, настигшие солдат Армии Крайовой после прихода Красной Армии, быстро убедили польских и украинских националистов, что их «кровные» интересы Красная Армия проигнорирует, то есть ни украинцам, ни полякам никакая «самостийность» на спорных территориях не будет предоставлена. В связи с этим обе стороны постепенно решили объединить усилия в борьбе с Советами. Во временной инструкции организационной референтуры краевого провода ОУН на западноукраинских землях указывалось, что поскольку ситуация на фронте складывается не в пользу украинской и польской сторон, они должны перейти к совместным действиям против «оккупантов». В связи с этим в документе также подчёркивалась необходимость усиления пропаганды ОУН среди поляков. В то же время после возвращения советской власти поляки составляли большой процент в истребительных батальонах, боровшихся с УПА; в частности, к началу 1945 года 60 % истребительных батальонов в Тернопольской области было составлено из поляков.
9 сентября между властями УССР и Польским комитетом национального освобождения (ПКНО) было подписано соглашение об обмене населением, по которому поляки Галичины должны были быть переселены в Польшу, а украинцы Закерзонья — в УССР. По показаниям некоторых националистов, руководство ОУН-Б положительно восприняло подписание этого соглашения, помогавшего делу выселения поляков из Украины.
25 ноября 1944 года командир УПА-Запад Василий Сидор («Шелест») в приказе 9/44 остро ругал подчинённых за то, что «репрессируется ни в чём не повинная польская масса», в то время как «польская милиция, издевающаяся над народом, не разогнана, хотя эта задача одна из самых наилёгких». В приказе также отмечалось, что «бои производятся для боёв, а не для дела революции, политический момент во внимание совсем не принимается». Но случаи убийства поляков продолжались и дальше. На рубеже 1944—1945 годов УПА совершила ряд нападений на польские села в Тернопольской области. Их масштаб не оставлял сомнения в организованном характере всей операции и даёт основания для предположения, что в данном случае было получено согласие главного командования УПА на восстановление антипольской акции. На это, вероятно, повлияли настояния местных командиров, которые жаловались на деятельность истребительных батальонов, укомплектованных поляками, ведь часть атак были направлены собственно на те населённые пункты, где существовали ИБ.

### Послевоенный период
В начале 1945 года по инициативе Армии Крайовой между нею и ОУН были проведены переговоры и достигнута договорённость о совместных действиях против советских войск. Успешность контактов украинского и польского подполья варьировалась по регионам. В некоторых пограничных украинско-польских землях, как, например, на Любельщине, они продолжались с 1945 вплоть до 1948 года. В других регионах сотрудничество между польскими и украинскими националистами было менее успешным и фактически ограничивалось нейтралитетом, в отдельных регионах отряды УПА и АК-WIN проводили совместные действия против польской милиции и Управления безопасности. Однако в целом взаимодействие осуществлялось на низовом уровне и носило скорее военный, чем политический характер. По мнению Гжегожа Мотыки, некоторое изменение политики украинских националистов по отношению к полякам произошло вследствие того, что поляки к тому времени уже частично оставили «восточные кресы». К середине 1944 года не менее 300 тысяч поляков уехало из Восточной Польши. Отток поляков усилился после украинско-польского соглашения об обмене населением. В соответствии с ним, до конца 1945 года в Польшу уехало около 800 тысяч поляков. Одновременно ОУН ещё более ужесточила наказание за самовольные выступления против поляков.
Вплоть до начала 1945 года УПА не отказывалась от своих планов деполонизации Украины. Это подтверждается тем, что новый пик нападений на польские сёла начался после соглашения УССР и Польши о добровольном обмене населением и с началом добровольного отъезда поляков в Польшу. К 1945 году руководство ОУН, осознав, что благодаря украинско-польскому соглашению так или иначе деполонизация Украины произойдёт, и не имея сил бороться на два фронта, прибегло к тактическому союзу с польским подпольем в Закерзонье.
Однако нападения на польские деревни эпизодически случались и после частичного налаживания отношений между украинским и польским подпольями. Так, 20 марта 1945 года отряд УПА совершил нападение на польских жителей села Кулино Билгорайского уезда. Были убиты 100 жителей-поляков, а село сожжено. Польская милиция зачастую отвечала украинцам погромами их сёл.
Отдельные убийства мирных поляков продолжались в различных регионах Западной Украины и в первые месяцы 1945 года. При этом польские погромы иногда выливались в уничтожение уповскими боевиками десятков людей, хотя иногда поляки являлись членами УПА. Действовавшие на территории Польши отряды УПА совершали нападения на поляков вплоть до завершения операции «Висла» в начале 1947 года.
По мнению ряда украинских историков, нападения на польские селения совершали и спецподразделения НКВД, одетые как бойцы УПА. Это делалось главным образом c целью уничтожения польского подполья и вынуждало поляков искать контакты с красными партизанами, стимулировало сотрудничество с советскими властями, а также инициировало нападения на украинские сёла, поддерживавшие УПА или служившие их базами. Среди этих подразделений были те, в ряды которых входили бывшие бойцы УПА, работавшие на НКВД. 30 ноября 2007 года Служба безопасности Украины (СБУ) опубликовала архивы, свидетельствовавшие о том, что на Западной Украине до 1954 года действовало около 150 таких специальных групп общей численностью в 1800 человек.

### Число жертв
В ходе проведённого в Польше исследования «Карта» было установлено, что в результате действий УПА-ОУН(Б) и СБ ОУН(б), в которых принимала участие часть местного украинского населения и иногда также отряды украинских националистов других течений, число погибших на Волыни поляков составило не менее 36 543 — 36 750 человек, у которых были установлены имена и места гибели. Кроме того, тем же исследованием было насчитано от 13 500 до более чем 23 000 поляков, обстоятельства гибели которых не выяснены:48,279.
Как польские, так и украинские исследователи отмечают наличие значительного числа жертв среди мирного населения, погибших от рук советских и польских коммунистических партизан, а также специальных групп НКВД. Однако и те и другие не установили конкретные цифры, а приписывают их своему противнику, то есть либо УПА, либо польскому Сопротивлению, что существенно искажает общую картину, но вкладывается в идеологему бывшего СССР — «это не мы», «нас там не было». По данным украинских исследователей, большинство фотографий о зверствах УПА, которыми оперируют поляки, было извлечено из архивов НКВД, которые документировали действия своих спецгрупп, проводя с их помощью контрпропаганду против УПА.
В целом историки солидарны в том, что жертвами резни только на Волыни стало не менее 30-40 тысяч поляков; вероятностные оценки некоторых специалистов увеличивают эти цифры до 50—60 тысяч, а с учётом других территорий число жертв среди польского населения достигло 75—100 тысяч, в ходе дискуссии о числе жертв с польской стороны давались оценки от 30 до 80 тысяч. Эти цифры в польских источниках с каждым годом возрастают, в особенно в заявлениях политиков (в частности, звучали числа от 150 до 200 тыс. человек). Таким образом, число уничтоженных украинскими повстанцами коммунистических партизан или немцев было на порядок меньшим, чем число убитых поляков — в основном мирных жителей. В целом, если суммировать уничтоженных УПА немецких солдат, польских и советских партизан, красноармейцев, сотрудников НКВД, представителей советской власти в 1944—1956 годах, то всё равно это число будет меньшим, чем число гражданских поляков, погибших от рук украинских повстанцев. Однако в подсчёты жертв «Волынской резни» включены и бойцы Армии Крайовой и полицаи, служившие нацистскому режиму, которые никак не подходят под категорию мирных жителей. Ориентировочно их численность составляет около 20 % всех жертв резни. Для иллюстрации «Волынской резни» поляки зачастую используют снимки украинских жертв от рук польских военных формирований и фотографии с фальшивыми подписями, которые не имеют отношения к убийствам поляков отрядами УПА, в частности фотографии убитых детей цыганки Марианны Долинской, которая, находясь в состоянии безумия, сама их убила в ночь с 11 на 12 декабря 1923 года. Украинские националисты также убивали евреев и украинцев, которые были неблагосклонны к УПА. Много жертв было также среди лиц от смешанных браков. По подсчётам
исследователей Владислава и Евы Семашко, на Волыни в 1941—1945 годах от рук ОУН-УПА погибло 846 или 847 украинцев, 1210 евреев, 342 чеха, 135 или 136 русских и 70 человек других национальностей.
На Украине подобные подсчёты жертв со стороны польского террора не проводились. На Волыни украинское население понесло значительные потери прежде всего от рук польских коллаборационистов из вспомогательной полиции, ещё часть погибла от рук поляков из националистических и коммунистических отрядов, число погибших с украинской стороны оценивается в несколько тысяч человек. Украинский историк Дмитрий Веденеев считает, что число погибших украинцев на всех территориях украинского-польского этнического конфликта, включая Волынь, достигает 21—24 тыс. человек. Гжегож Мотыка указывает погибшими на Волыни 2—3 тысячи украинцев, а с учётом других территорий — 10—20 тыс. человек.

## Последующие оценки

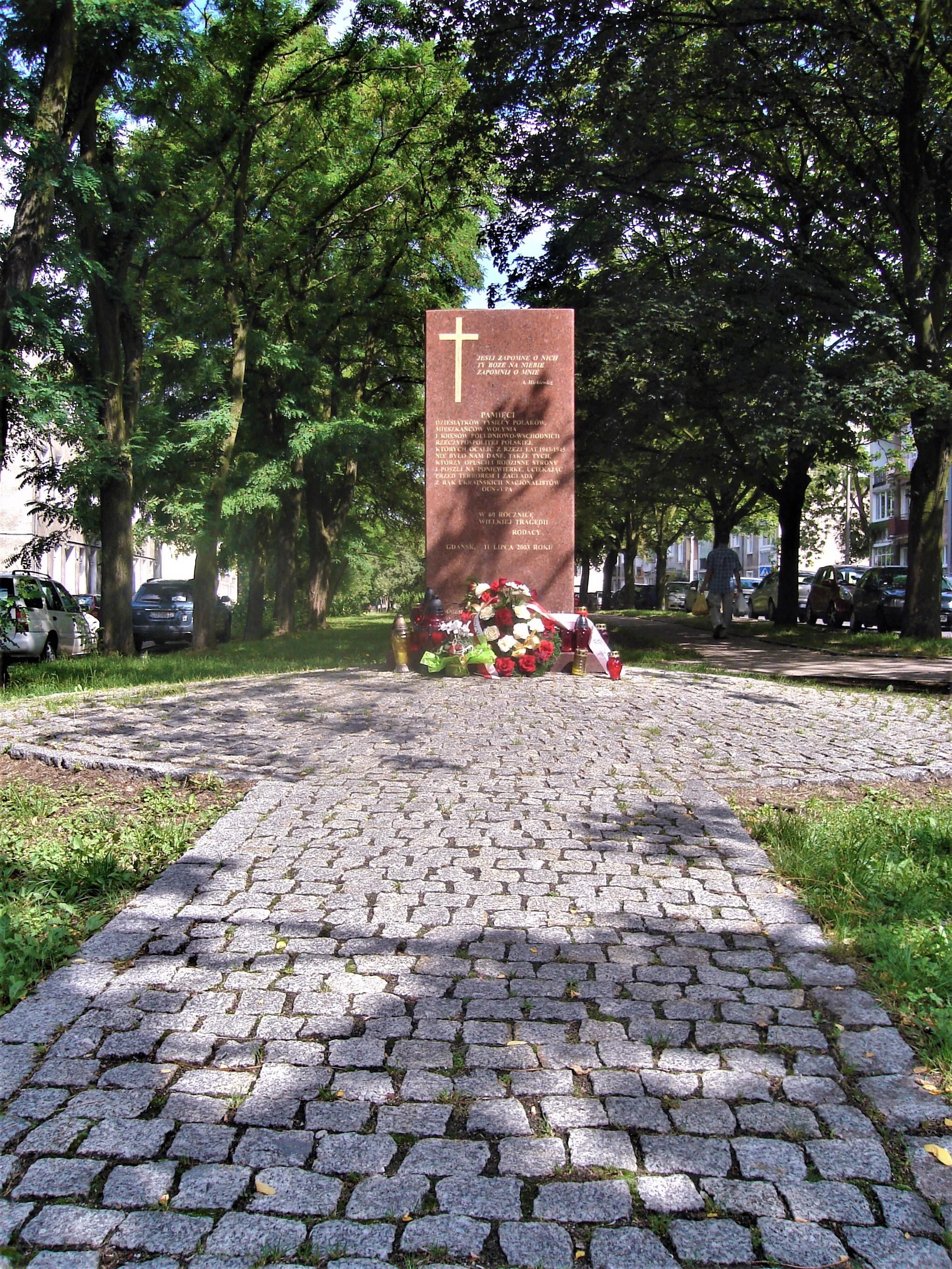
Гданьск. Памятник полякам, уничтоженным ОУН — УПА на Волыни и в восточной Польше в 1943—1945 годах

После окончания Второй мировой войны в СССР эти события не имели широкой огласки, лишь в Польской Народной Республике вышло несколько работ, посвящённых данной тематике. Вновь к событиям 1943—1945 годов историки и политики обратились после распада СССР. В 1992 году Украину посетила польская делегация, которой было позволено провести исследования на местах событий. Результатами её работы стало обнаружение более 600 мест массовых захоронений; проведённые эксгумации ряда из них подтвердили факты, изложенные в архивных документах. На Украине фундаментальные исследования данной темы начала в 1997 году Правительственная комиссия по проблеме ОУН-УПА. В конце 1990-х годов была создана совместная комиссия польских и украинских историков для работы по изучению и освещению этих событий. Работа комиссии показала наличие очевидных различий в трактовке событий польскими историками и рядом украинских историков — уроженцев мест тех событий.
Несмотря на полярные взгляды и мнение поляков, что в украинско-польском противостоянии они были стороной, которая преимущественно защищалась, 7 июля 2003 года президентами Украины и Польши было принято «Совместное заявление „О примирении в 60-ю годовщину трагических событий на Волыни“», в котором оба президента выражали глубокое сожаление по поводу имевших место трагических моментов совместного прошлого украинского и польского народов. Президенты отметили, что многовековая история отношений польского и украинского народов имеет много как светлых, так и трагических сторон; отдали дань памяти жертвам братоубийственных конфликтов; выразили соболезнование родным и близким погибших; признали необходимым совместный поиск исторической истины и осуществление публичного морального осуждения организаторов и исполнителей преступлений против польского и украинского народов; признали, что трагическая судьба постигла оба народа, однако особо пострадало польское население на Волыни; выразили надежду на то, что подобное в будущем не повторится.
Тремя днями позже депутатам Верховной Рады Украины с большим трудом удалось принять совместное польско-украинское парламентское заявление о этой межнациональной трагедии, текст которого содержит общие фразы, а ответственность за уничтожение поляков возлагается на непоименованные «вооружённые формирования украинцев».
15 июля 2009 года Сейм Польши в своём постановлении (принятым единодушной аккламацией без процедуры голосования) констатировал, что ОУН и УПА осуществили «антипольскую акцию — массовые убийства, имевшие характер этнической чистки и обладавшие признаками геноцида», кроме того, в резолюции Сейм «чтит память бойцов Армии Крайовой, Самообороны Восточных кресов и Крестьянских батальонов, которые поднялись на драматическую борьбу по защите польского гражданского населения, а также с болью вспоминает о жертвах среди украинского гражданского населения».
15 июля 2013 года Сейм Польши принял специальную резолюцию, посвящённую 70-летию «Волынского Преступления» (такое название использовано в резолюции), где отмечается, что преступления, совершённые ОУН и УПА, имели «организованный и массовый масштаб», что придало им «характер этнической чистки с признаками геноцида». В резолюции Сейма называется цифра погибших поляков в 1942—1945 годах на территории Волыни и Восточной Галиции — около 100 тысяч человек. В своей резолюции Сейм заявил о том, что он «чтит память граждан II Речи Посполитой Польской зверски убитых украинскими националистами» и «выражает наивысшее признание солдатам Армии Крайовой, Самообороны Восточных Земель и Крестьянских Батальонов, которые вступили в героическую борьбу в защиту поляков». В сравнении с резолюцией от 15 июля 2009 года, в резолюции 2013 года иначе сформулирован тезис о жертвах среди украинцев: «Сейм Польской Республики выражает свою благодарность украинцам, которые рискуя, а порой и отдавая свою жизнь, защищали польских собратьев от чудовищной смерти от рук Организации Украинских Националистов и отрядов Украинской Повстанческой Армии». Резолюция была принята 263 голосами при 33 против и 146 воздержавшихся. На результаты голосования повлияло то, что ряд оппозиционных партий настаивал на значительно более жёстком варианте резолюции, в котором события квалифицировались как «геноцид», а также было выдвинуто предложение объявить 11 июля (день в 1943 году, в который украинскими силами были атакованы 99 населённых пунктов на Волыни, населённых поляками) «Днём памяти жертв Волынского Преступления», однако в итоговом варианте резолюции все эти предложения были отвергнуты. Итоговый вариант резолюции на заседании Сейма отстаивал министр иностранных дел Польши Радослав Сикорский.
7 июля 2016 года верхняя палата польского парламента — Сенат, приняла постановление «по вопросу увековечения памяти жертв геноцида, совершённого украинскими националистами в отношении граждан Второй Польской Республики в 1939—1945 годах», где утверждается, что
на июль 2016 года приходится 73 годовщина апогея волны злодеяний, которые на Восточных кресах II Речи Посполитой совершили Организация украинских националистов (ОУН) и Украинская повстанческая армия (УПА), а также подразделение СС „Galizien“ и украинские коллаборационистские подразделения. В результате геноцида в 1939—1945 годах были убиты свыше ста тысяч граждан II Речи Посполитой. Точное их количество по сей день неизвестно, а многие из них до настоящего времени не были достойно погребены и их память не была почтена. В резнях помимо поляков гибли также евреи, армяне, чехи, представители других национальных меньшинств, а также украинцы, которые пытались помочь жертвам. Этот трагический опыт должен быть возвращён исторической памяти современных поколений. Сенат Республики Польша чтит память граждан II Речи Посполитой зверски убитых украинскими националистами. Сенат Республики Польша выражает самое высокое признание самооборонам Кресов, солдатам Армии Крайовой, Крестьянских батальонов и других организаций боровшихся за независимость, встававших на героическую борьбу в защиту жертв. Сенат Республики Польша выражает уважение и благодарность тем украинцам, которые рискуя своей жизнью спасали поляков. Сенат Республики Польши обращается к Президенту Республики Польша с просьбой наградить всех, кто этого достоин, государственными наградами. Жертвы преступлений, совершённых в 1940-е годы украинскими националистами, до настоящего времени не были надлежащим образом увековечены, а массовые убийства не были названы — в соответствии с исторической правдой — геноцидом. Сенат Республики Польши постулирует, чтобы Сейм Республики Польши объявил день 11 июля Национальным днём памяти жертв геноцида, совершённого украинскими националистами в отношении граждан II Речи Посполитой
.
22 июля 2016 года Сейм Польши проголосовал за резолюцию об установлении 11 июля «Национальным днём памяти жертв геноцида граждан Второй Польской Республики украинскими националистами», в резолюции Сейм повторил оценки этих событий, ранее данные Сенатом, и при этом высказал убеждённость в том, что «только полная правда об истории является наилучшим путём к единению и взаимному прощению».

## Отражение в искусстве
- «Волынь» — художественный фильм (Польша, 2016)